# Friedrich List

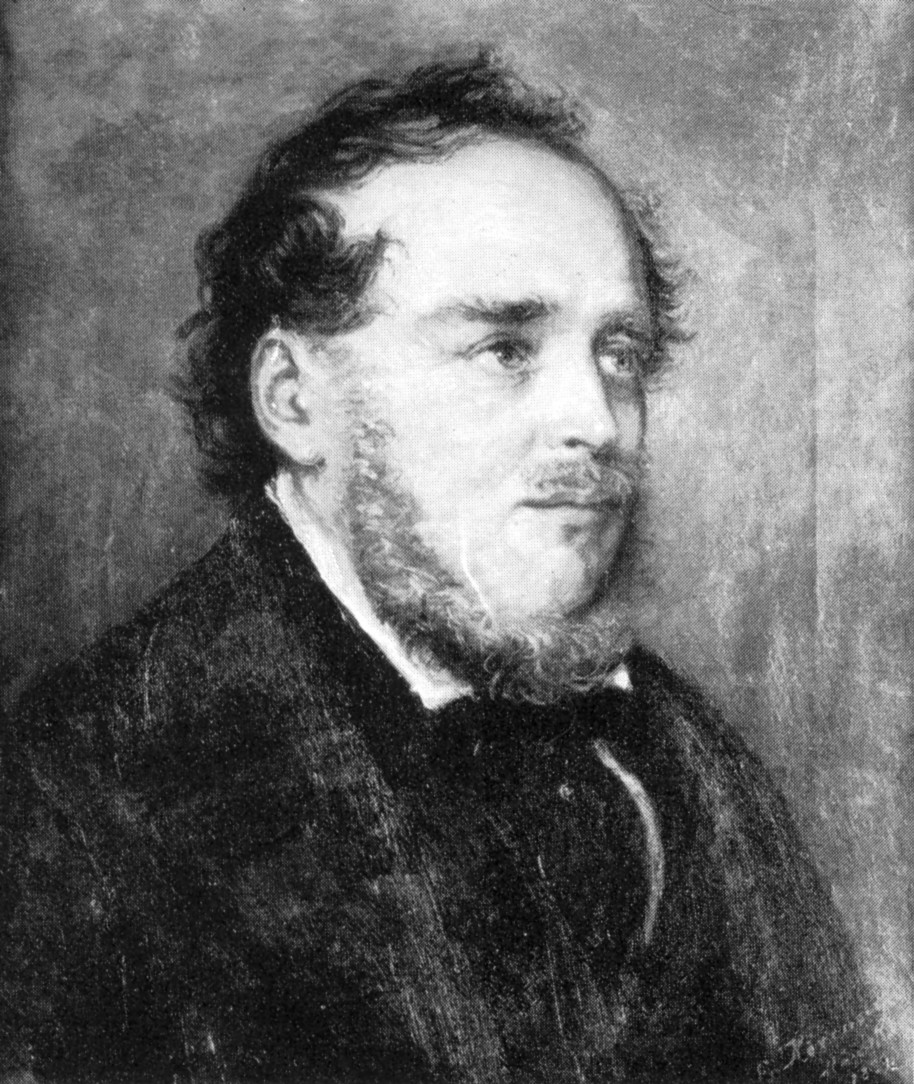
Friedrich List. Ölgemälde von Lists Tochter Caroline Hövemeyer nach der Lithografie Kriehubers, einer Büste und ihrer Erinnerung, 1889 (Heimatmuseum Reutlingen)

Daniel Friedrich List (* spätestens 6. August 1789 in Reutlingen; † 30. November 1846 in Kufstein) war ein deutscher Wirtschaftstheoretiker sowie Unternehmer, Diplomat und Eisenbahn-Pionier.
Er gilt als einer der bedeutendsten deutschen Wirtschaftstheoretiker des 19. Jahrhunderts. Als Ökonom war List ein Vorkämpfer für den Deutschen Zollverein und das Eisenbahnwesen. Als Initiator des Staatslexikons, das neben ihm als Mitherausgeber mit den badischen Professoren Karl von Rotteck und Carl Theodor Welcker verbunden wird, spielte List eine wichtige Rolle für die Entwicklung des Liberalismus in Deutschland. Er war als erster deutscher Vertreter der modernen Volkswirtschaftslehre ein Vorläufer der Historischen Schule der Nationalökonomie. Mit seinen wirtschaftspolitischen Überlegungen (u. a. Erziehungszoll, Nationales Innovationssystem) hatte er umfassende Fragen aufgeworfen, mit denen sich die Entwicklungsökonomie seit Mitte des 20. Jahrhunderts beschäftigt. Seine Entwicklungstheorie wurde u. a. in vielen ostasiatischen Ländern studiert und wirtschaftspolitisch genutzt.

## Leben und Wirken

### Herkunft und Ausbildung (1789–1816)

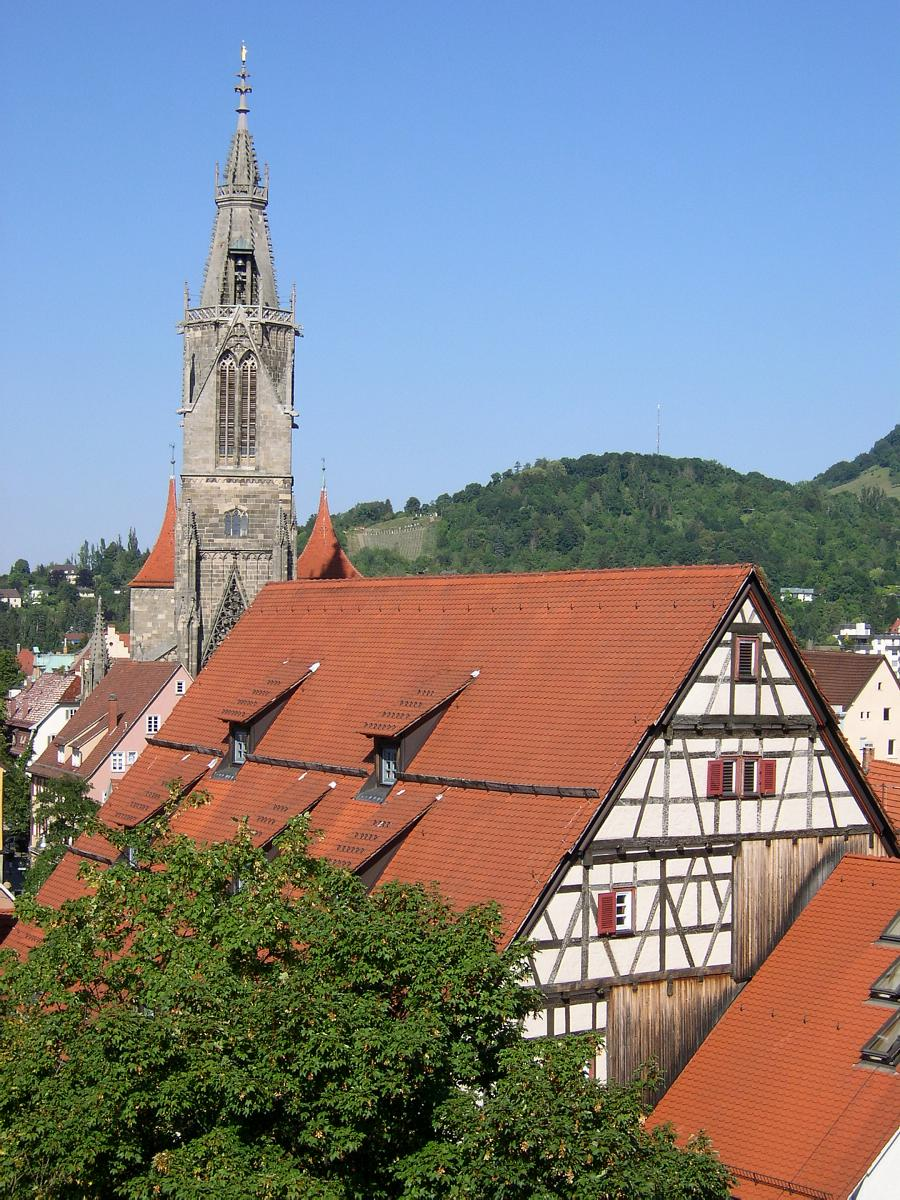
Teilansicht der Alt-/Kernstadt von Lists Geburtsort Reutlingen: Blick über das Heimatmuseum zum Turm der Marienkirche (Fotografie aus dem Jahr 2004 vom Spendhaus aus gesehen)

Friedrich List wurde als Sohn des Weißgerbermeisters Johannes List und dessen Ehefrau Maria Magdalena geb. Schäfer in der freien Reichsstadt Reutlingen geboren. Sein Geburtstag ist nicht sicher überliefert, der zumeist genannte 6. August 1789 war der Tag der Taufe. Sein Vater, Johannes List, gehörte als zünftlerischer Handwerkermeister zum reichsstädtischen Patriziat. Er bekleidete mehrere städtische Ehrenämter als Ratsherr oder Senator und wurde bei seinem Tod als Gerichtsverwandter bezeichnet.
Nachdem Friedrich in seiner Geburtsstadt die Lateinschule besucht hatte, begann er mit 14 Jahren eine Lehre bei seinem Vater. Da er jedoch an einer handwerklichen Tätigkeit nur wenig Interesse zeigte, wechselte er 1805 in den Verwaltungsdienst. Er war in verschiedenen Städten tätig und stieg allmählich zum Steuer- und Güterbuchcommissär (Schreiber der Finanzverwaltung) auf. Nach der Versetzung ins Oberamt Tübingen 1811 hörte List an der dortigen Universität eine Reihe von Vorlesungen. Dazu gehörten Kameralwissenschaften, Veranstaltungen zur englischen Verfassung und zum Öffentlichen Recht. In Tübingen lernte List neben Angehörigen der Universität auch seinen obersten Vorgesetzten und späteren Förderer, den württembergischen Kultusminister Karl August Freiherr von Wangenheim, kennen.
Nach einer Verwaltungsprüfung wechselte Friedrich List zum Finanzministerium nach Stuttgart und stieg dort 1816 zum Oberrevisor mit dem Titel eines Rechnungsrates auf. In dieser Funktion wurde List 1817 beauftragt, unter den Auswanderern aus Baden und Württemberg Befragungen durchzuführen. Ziel der Regierung war, bessere Informationen über die Gründe für den Anstieg der Auswandererzahlen zu erfahren, um auf dieser Basis Gegenmaßnahmen ergreifen zu können.

### Professur und Eintreten für innerdeutsche Zollfreiheit (1817–1820)
Als Verwaltungspraktiker kannte List die Schwachstellen der öffentlichen Verwaltung. Diese Erfahrungen verknüpfte er mit den während seiner Studienzeit in Tübingen erworbenen theoretischen Kenntnissen und wies in verschiedenen Schriften auf diese Missstände hin. Von Wangenheim, der inzwischen zum Minister für Kirchen- und Schulwesen ernannt worden war, beauftragte ihn damit, Reformvorschläge für die universitäre Beamtenausbildung zu erarbeiten. List schlug vor, neben der bisher üblichen juristischen Ausbildung eine staatswissenschaftliche Fakultät zu gründen. Dieser Vorschlag wurde akzeptiert und die Einrichtung am 17. Oktober 1817 in Tübingen eröffnet. Zum Lehrplan gehörten Verwaltungswissenschaft im engeren Sinn, Recht, Volkswirtschaftslehre und Finanzwesen. Ohne einen höheren Schul- oder Universitätsabschluss wurde List auf Betreiben seines Förderers zum Professor für Staatsverwaltungswissenschaften ernannt, aber die etablierten Professoren und die Universitätsgremien fühlten sich dabei übergangen. In ihren Augen hatte List seine Position nur durch Protektion erlangt und sie warfen ihm mangelnde Kompetenz vor.

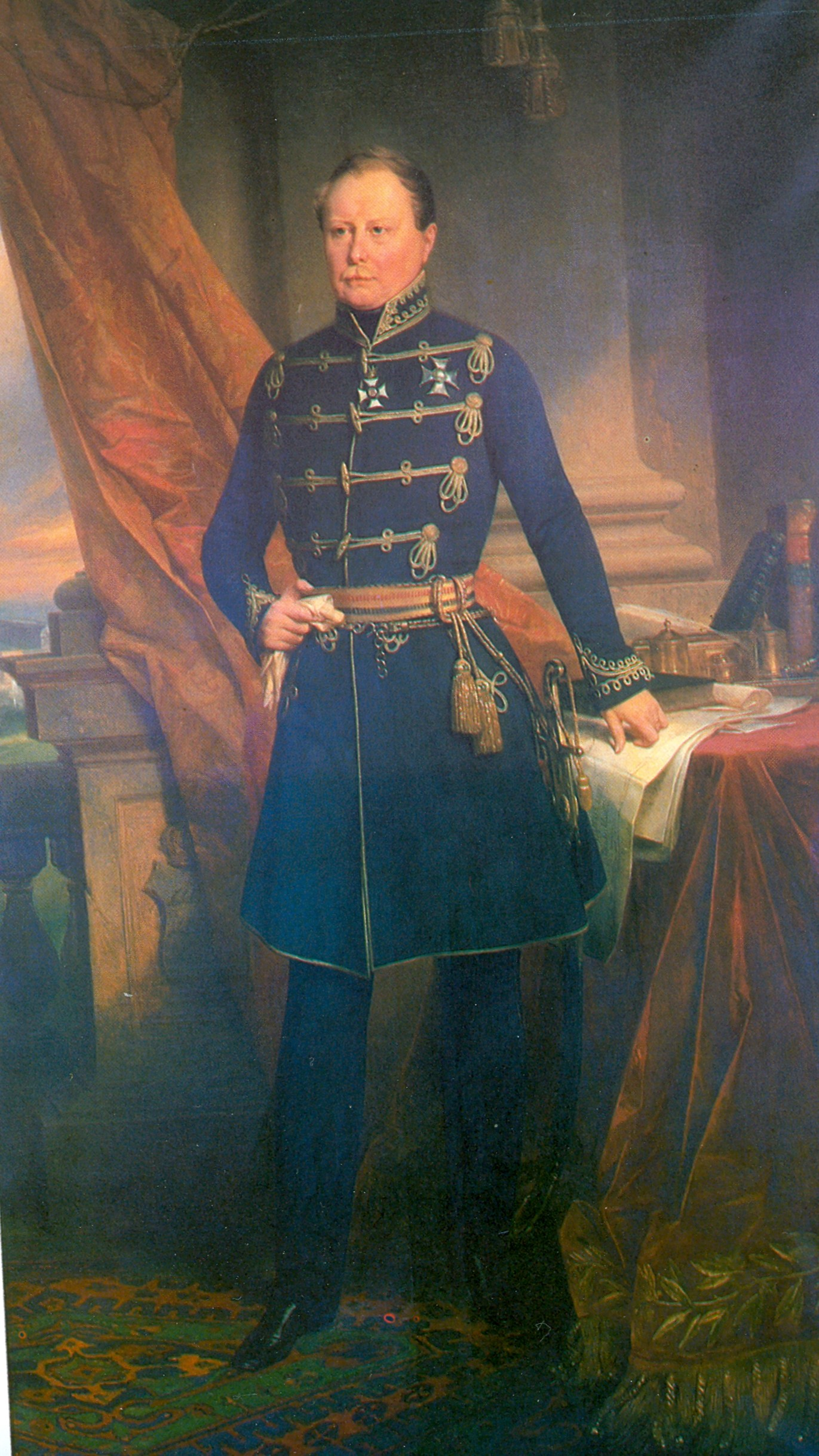
König Wilhelm I. von Württemberg – anfangs Lists Förderer, später wurden beide politische Gegner

Während der Zeit als Tübinger Professor heiratete List am 19. Februar 1818 in Wertheim die verwitwete Karoline Neidhard, Tochter des Dichters David Christoph Seybold und Schwester des Schriftstellers bzw. Redakteurs Ludwig Georg Friedrich Seybold und des Generalmajors Johann Karl Christoph von Seybold (1777–1833). Für diese ausländische Heirat im badischen Wertheim musste List um herrschaftliche Erlaubnis und Dispens der Tübinger Universität ersuchen.

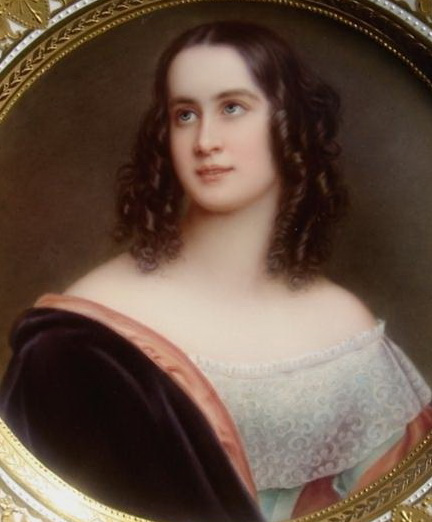
Porträt von Elise List für die Schönheitengalerie König Ludwigs I. von Bayern in Schloss Nymphenburg

Seit 1822 gehörten der Familie Lists drei Kinder an, die am 10. Dezember 1818 geborene älteste Tochter Emilie, die Lists Lieblingstochter war und ihm ab 1833 als Sekretärin diente; der am 23. Februar 1820 geborene Sohn Oskar und Tochter Elise (* 1. Juli 1822), die von Joseph Karl Stieler 1844 für die Schönheitengalerie Ludwigs I. gemalt wurde. Später bekamen Friedrich und Karoline noch eine weitere Tochter, die ebenfalls Karoline hieß, aber „Lina“ gerufen wurde (* 20. Januar 1829). Sie heiratete am 5. März 1855 den Historienmaler August Hövemeyer.
In der Zeit, in der die Ehe mit Karoline geschlossen wurde, veröffentlichte List seine Überlegungen zur Reform des württembergischen Verwaltungssystems in der kleinen Schrift Die Staatskunde und Staatspraxis Württembergs (1818). Daneben gab er im Geist eines konstitutionellen Liberalismus die Zeitschrift Volksfreund aus Schwaben, ein Vaterlandsblatt für Sitte, Freiheit und Recht heraus. Diese publizistische Tätigkeit machte ihn bei der neuen Regierung verdächtig. List sah sich in einer Eingabe an den König genötigt, sich gegen den Vorwurf zu verteidigen, er vertrete umstürzlerische Lehren.
Im Jahr 1819 reiste List nach Frankfurt und kam dort in Kontakt mit örtlichen Kaufleuten. Unter Lists maßgeblicher Beteiligung wurde dort der Allgemeine Deutsche Handels- und Gewerbeverein gegründet. Dieser Verein, der sich kurze Zeit später in „Verein Deutscher Kaufleute und Fabrikanten“ umbenannte, gilt als der erste deutsche Unternehmerverband der Neuzeit. Damit steht List am Anfang des für die deutsche Wirtschaftsgeschichte seit dem 19. Jahrhundert typischen ökonomischen Verbandswesens. Der Ökonom formulierte als „Konsulent“ die Ziele des Vereins, die auf die Überwindung der innerdeutschen Zollgrenzen abzielten. Er sah die Schaffung eines großen innerdeutschen Binnenmarktes durch Aufhebung der kleinstaatlichen Zollgrenzen als notwendige Voraussetzung für eine Industrialisierung Deutschlands. In Bezug auf die Außenhandelspolitik dieses angestrebten neuen Binnenmarktes plädierte List für einen Vergeltungszoll, der die für deutsche Händler im Ausland bestehenden Handelsschranken ausgleichen sollte. Dieser Zoll sollte dem Schutz deutscher Wirtschaftsinteressen dienen, es handelte sich dabei aber noch nicht um die später von ihm entwickelte Idee eines Erziehungszolls. Der Verein initiierte eine große Petitionsbewegung und versuchte die Regierungen und Fürsten von diesen Zielen zu überzeugen.

„Achtunddreißig Zoll- und Mautlinien in Deutschland lähmen den Verkehr im Innern und bringen ungefähr dieselbe Wirkung hervor, wie wenn jedes Glied des menschlichen Körpers unterbunden wird, damit das Blut ja nicht in ein anderes überfließe. Um von Hamburg nach Österreich, von Berlin in die Schweiz zu handeln, hat man zehn Staaten zu durchschneiden, zehn Zoll- und Mautordnungen zu studieren, zehnmal Durchgangszoll zu bezahlen.“

Die Bundesversammlung erkannte die Existenz eines Handelsvereins nicht an und verwies die Unterzeichner an die einzelstaatlichen Regierungen. Diese lehnten eine Einmischung von außen in die staatlichen Angelegenheiten auf dem Höhepunkt der Restaurationsära allerdings strikt ab. Vor diesem Hintergrund verlor List das Vertrauen von König Wilhelm I. endgültig. Um seiner Entlassung als Professor zuvorzukommen, trat List selbst von diesem Amt zurück. Diese Entscheidung hatte zur Folge, dass die Bedeutung der Fakultät und der Universität insgesamt litt; das änderte sich erst, als der Staatswissenschaftler Robert von Mohl 1827 auf den Lehrstuhl berufen wurde.
Der Handelsverein versuchte nun, die Öffentlichkeit durch die Herausgabe einer Zeitung von seinen Zielen zu überzeugen. Diese erschien ab dem 1. Juli 1818 unter dem Titel Organ für den deutschen Handels- und Gewerbestand. Verantwortlicher Redakteur wurde Friedrich List. Als Geschäftsführer des Vereins bereiste er nunmehr verschiedene deutsche Hauptstädte und suchte das Gespräch mit den Regierungen. Unter anderem reiste er 1820 nach Wien, wo eine gesamtdeutsche Nachfolgekonferenz zu der Karlsbader Versammlung stattfand. Dort überreichte List eine erweiterte Denkschrift, die sich noch immer ganz in freihändlerischen Bahnen bewegte. Diese Eingabe wie auch Vorschläge zu einer Industrieausstellung oder der Gründung einer überseeischen Handelsgesellschaft blieben erfolglos.
Allerdings entwickelte Wangenheim, der inzwischen württembergischer Bundestagsgesandter war und weiterhin in Kontakt mit List stand, den Plan einer süddeutschen Zollunion. Dieser scheiterte zwar in der ersten Hälfte der 1820er Jahre, wurde aber als Süddeutscher Zollverein 1828 Wirklichkeit.

### Abgeordneter im württembergischen Landtag und Festungshaft (1820–1824)

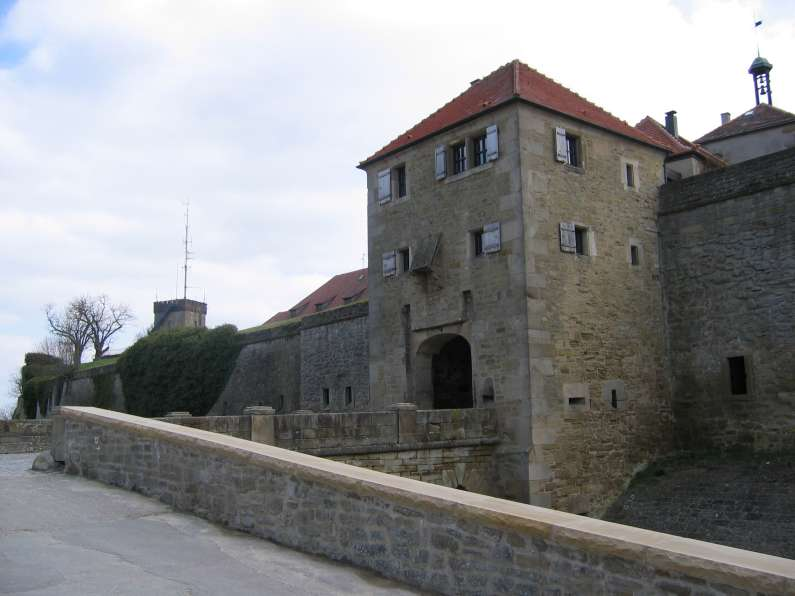
Festung Hohenasperg

Bereits 1819 wurde List als Abgeordneter für den württembergischen Landtag gewählt. Da er aber das Mindestalter von 30 Jahren noch nicht erreicht hatte, war die Wahl ungültig. Nach einer weiteren Wahl 1820 war er gewählter Abgeordneter für Reutlingen. Als Abgeordneter im Landtag von Württemberg setzte er sich für Demokratie und Freihandel ein. In seiner „Reutlinger Petition“ vom Januar 1821 übte er deutliche Kritik an der herrschenden Bürokratie und der Wirtschaftspolitik, die er in der Einleitung in diese Worte fasste: „Ein oberflächlicher Blick schon auf die inneren Verhältnisse Württembergs muß den unbefangenen Beobachter überzeugen, daß die Gesetzgebung und die Verwaltung unseres Vaterlandes an Grundgebrechen leidet, welche das Mark des Landes verzehren und die bürgerliche Freiheit vernichten.“ Die Hauptkritik galt der zunehmenden Bürokratisierung. Die Schreiberherrschaft sei eine „vom Volk ausgeschiedene, über das ganze Land ausgegossene und in den Ministerien konzentrierende Beamtenwelt, unbekannt mit den Bedürfnissen des Volkes und den Verhältnissen des bürgerlichen Lebens, … jeder Einwirkung des Bürgers, gleich als wäre sie staatsgefährlich, entgegenkämpfend.“
Dem wollte List eine Stärkung der kommunalen Selbstverwaltung entgegensetzen. Dazu gehörten unter anderem die freie Wahl zu den Gemeindeämtern und die selbstständige kommunale Gerichtsbarkeit. Noch bevor die Schrift verbreitet werden konnte, beschlagnahmte sie die Polizei. Unter dem Druck des Königs entzogen ihm darauf die Landtagsabgeordneten am 24. Februar 1821 in persönlicher Abstimmung das Mandat und damit die politische Immunität. Zum Problem für List wurde, dass er nicht nur den an sich durchaus reformbereiten König kritisierte, sondern auch in der Kammer selbst, deren Mitglieder noch überwiegend auf die Bewahrung des „alten Rechts“ ausgerichtet waren, mit seinen an englischen und französischen Vorbildern orientierten Verfassungsvorstellungen keinen Rückhalt fand.
Am 6. April 1822 wurde er zu zehn Monaten Festungshaft verurteilt. Dem Urteil entzog sich List zunächst durch die Flucht, unter anderem nach Baden, Frankreich und in die Schweiz. Da es ihm nicht gelang, im Exil eine gesicherte Existenz aufzubauen, kehrte List 1824 nach Württemberg zurück, um die Haft in der Festung Hohenasperg anzutreten.

### Exil in den USA (1825–1833)
Als er sich 1825 bereit erklärte, in die Vereinigten Staaten auszuwandern, wurde er nach Verbüßung von fünf der zehn Monate Haft begnadigt. In den USA betätigte er sich zunächst wenig erfolgreich als Farmer. Bereits ein Jahr nach dem Erwerb eines landwirtschaftlichen Betriebes verkaufte List diesen wieder. Er zog nach Reading in Pennsylvania und übernahm dort von 1826 bis 1830 die Redaktion der deutschsprachigen Zeitung Reading Adler.
Nachdem er 1827 ein Kohlevorkommen entdeckt hatte, gründete er mit mehreren Gesellschaftern ein Kohlebergwerk. Im Jahr 1831 gründeten sie zudem die Little Schuylkill Navigation, Railroad and Coal Company, die eine zum Abtransport der Kohle bestimmte Bahnlinie eröffnete. Dadurch wurde List auch zu einem amerikanischen Eisenbahnpionier. Durch die Unternehmungen kam er zu einigem Wohlstand, den er im Zuge der Wirtschaftskrise von 1837 allerdings wieder verlor.
Gegen die Konkurrenz aus dem gewerblich führenden England forderten die US-Unternehmer die Einführung von Schutzzöllen und starteten 1827 eine Schutzzollkampagne. List, der in den Vereinigten Staaten auch mit den neomerkantilistischen Ideen Alexander Hamiltons in Berührung gekommen war, beteiligte sich u. a. mit der 1827 veröffentlichten Schrift Outlines of American Political Economy, mit der er die Schutzzollforderung wirtschaftswissenschaftlich untermauerte. Damit wurde er zum Vertreter der amerikanischen Schutzzollbewegung und lässt sich in dieser Zeit daher auch der „amerikanischen Schule der Nationalökonomie“ zuordnen.
List entfernte sich nunmehr von der Freihandelslehre von Adam Smith und befürwortete Schutzzölle für Länder, die im Gegensatz etwa zu England einen Rückstand in der Industrialisierung aufwiesen. Neben den USA waren die deutschen Staaten gemeint. Durch die Einbeziehung historischer Beispiele und Argumente ähneln diese Arbeiten dem Vorgehen der späteren Historischen Schule der Nationalökonomie. Den historischen Ansatz wählte er, um zu betonen, dass die Wirtschaftspolitik je nach Situation in den einzelnen Staaten unterschiedlich sein könnte.
Durch die Schutzzollkampagne geriet List in den Präsidentschaftswahlkampf von 1828, in dem er Andrew Jackson unterstützte. Dieser zeigte sich nach seinem Wahlerfolg dankbar, verlieh List 1830 die amerikanische Staatsbürgerschaft und ernannte ihn 1833 zum amerikanischen Konsul im Großherzogtum Baden. Dadurch erlangte der Ökonom diplomatische Immunität, die ihn vor möglicher politischer Verfolgung in Deutschland weitgehend schützte. Diese Tätigkeit füllte List allerdings nicht aus, und er vernachlässigte sie bald, da auch kein fester Lohn mit ihr verbunden war.
Seit 1828 hatte List in der Presse und später in einigen Broschüren (Mittheilungen aus America 1828/29) für das deutsche Publikum von den Anfängen des Eisenbahnwesens in den Vereinigten Staaten berichtet. Er entwickelte recht detaillierte Pläne für ein bayerisches Eisenbahnnetz und dessen Verbindung mit den hanseatischen Hafenstädten und hoffte, in Deutschland am Aufbau eines Eisenbahnnetzes praktisch mitarbeiten zu können.

### Freundschaft mit Heinrich Heine, Robert und Clara Schumann
Im Auftrag der amerikanischen Regierung reiste List mehrere Male nach Paris, um die amerikanisch-französischen Handelsbeziehungen zu fördern. Dort traf er sich von 1831 bis 1840 häufig auch mit Heinrich Heine, der seit Mai 1831 in Paris weilte. Beide wohnten längere Zeit in unmittelbarer Nachbarschaft in der „Straße der Märtyrer“ (Heine in der Rue des Martyrs No. 23 und List in No. 43). Sie verabredeten sich zu gemeinsamen Abendessen, wie der „Heine-Chronik“ zu entnehmen ist. Beide waren zudem Bewunderer von Lafayette, General sowohl der französischen als auch der amerikanischen Revolution und liberal-republikanischer Politiker, mit dem sie sich in Paris trafen.
List war seit seinem Leipziger Aufenthalt 1833 auch mit Robert Schumann befreundet. Schumann notierte dazu in seinem Tagebuch: die Familie List sei „eine abenteuerliche Familie, für Maler und Schriftsteller gleich interessant.“ Die Verbindung von List zu den Musikern wurde vor allem über seine Töchter Elise und Emilie List vermittelt. Elise war eine gute Sängerin und trat im Leipziger Gewandhaus unter dem damaligen Dirigenten Felix Mendelssohn Bartholdy auf. Sie plante eine Konzertreise mit Franz Liszt, die aber nicht zustande kam. Emilie wurde im Sommer 1833 die beste Freundin von Clara Schumann. Diese Freundschaft hielt ein Leben lang, wie den Briefen von Clara an Emilie und Elise zu entnehmen ist.
Es war Friedrich List, über den Heinrich Heine auch Clara Schumann kennenlernte. List sollte im Mai 1840 den von Robert Schumann komponierten „Liederkreis nach Heinrich Heine“ (op. 24) an Heine in Paris übermitteln, wozu es aber aufgrund einer Reisetätigkeit Lists nicht kam. Robert Schumann wechselte im September 1850 zusammen mit Clara von Dresden nach Düsseldorf, der Heimatstadt von Heinrich Heine, von wo aus Clara ihren Briefwechsel mit Emilie und Elise List fortsetzte.

### Enzyklopädist (1834)

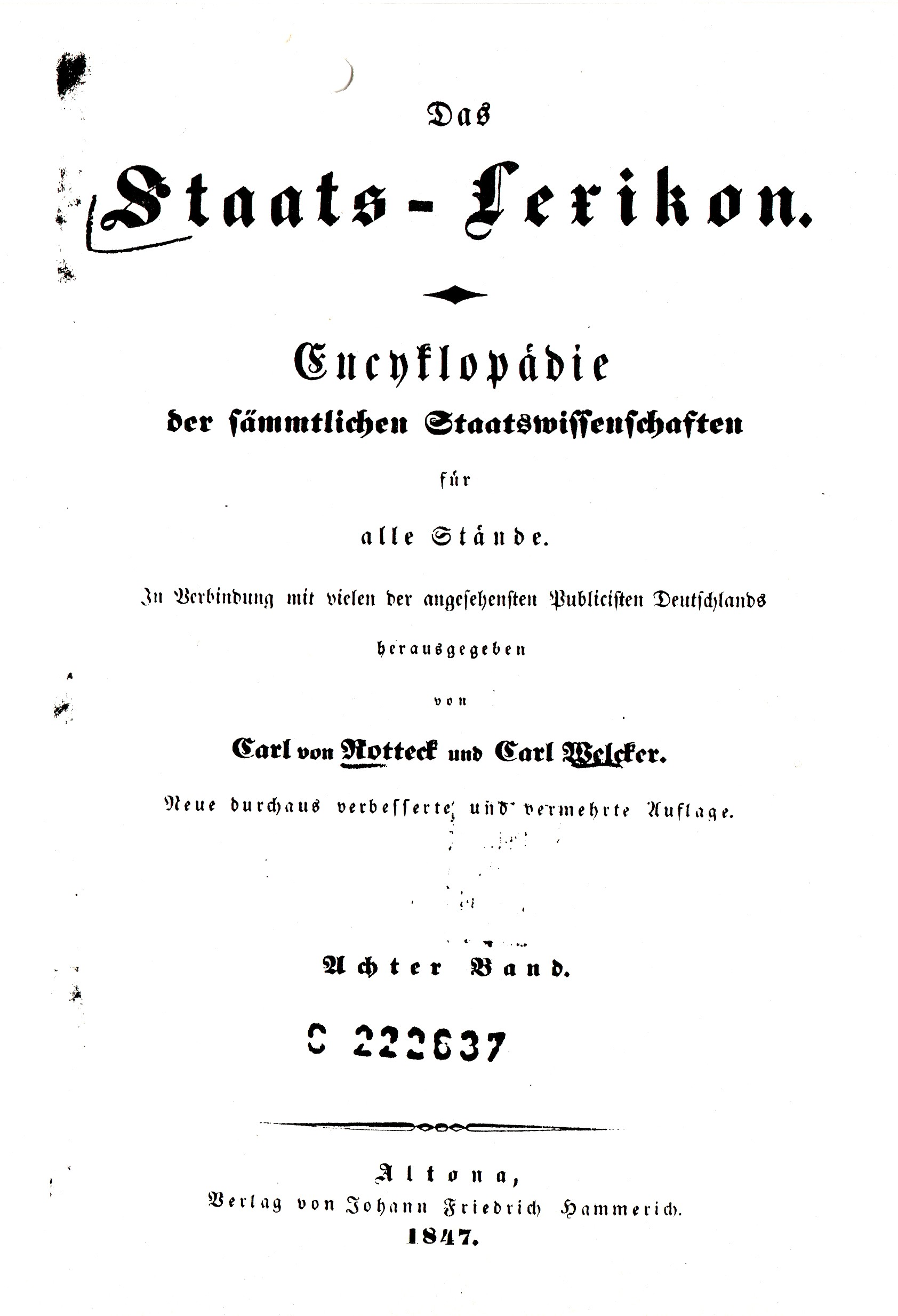
Staats-Lexikon, Ausgabe 1845–48

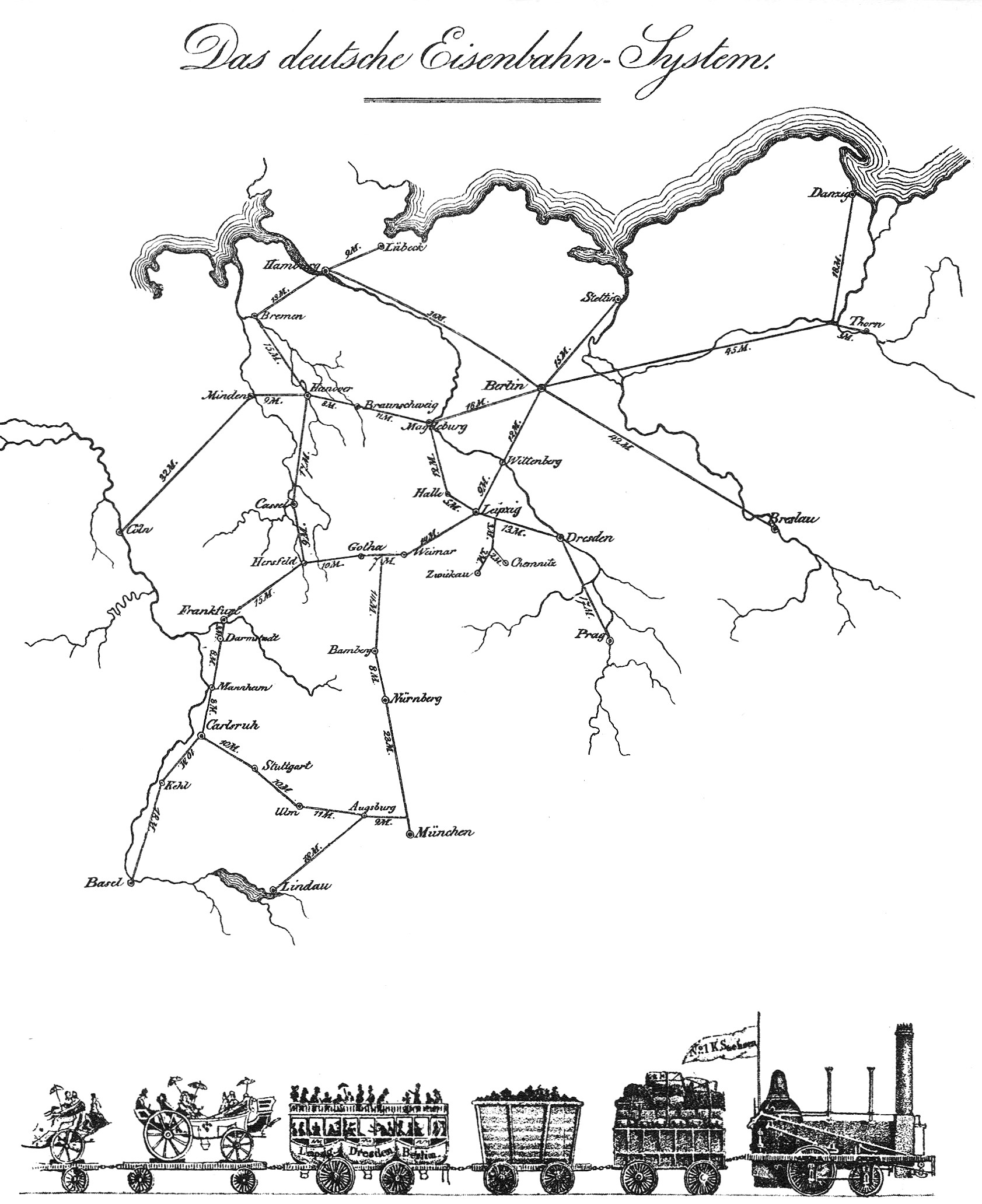
Entwurf eines Eisenbahnnetzes für Deutschland

In Leipzig begann Friedrich List damit, für eine Enzyklopädie der Staatswissenschaften zu werben. Er fand einen Buchhändler für dieses Projekt, der bereit war, mit List zusammen das Vorhaben zu finanzieren. Als Mitherausgeber gewann er die badischen Professoren und den liberalen Publizisten Karl von Rotteck und Carl Theodor Welcker. Vor allem mit Welcker kam es schnell zu erheblichen Spannungen, die auch in starken persönlichen Aversionen begründet waren, so dass List als der ursprüngliche Initiator aus dem Projekt verdrängt wurde.
Das Staatslexikon – Encyklopaedie der Staatswissenschaften (in späteren Ausgaben unter dem Titel Das Staats-Lexikon. Encyklopädie der sämtlichen Staatswissenschaften für alle Stände, dann nach den Herausgebern meist Rotteck-Welckersches Staatslexikon genannt) erschien seit 1834. Das Werk gilt als eine der wichtigsten Schriften des deutschen Frühliberalismus. Es hat maßgeblich dazu beigetragen, über die Grenzen der Bundesstaaten hinweg den Zusammenhalt der entstehenden liberalen Bewegung zu festigen und auf eine gemeinsame geistige Grundlage zu stellen. Franz Schnabel bezeichnete die erste Auflage von 1834 gar als das „Grundbuch des vormärzlichen Liberalismus.“ List war nicht nur der anfängliche Ideengeber, sondern hat selbst eine Reihe von Artikeln geschrieben. Dazu zählen Beiträge zur Eisenbahn und Dampfschifffahrt, aber auch zu Arbeitern und Arbeitslohn oder zu Arbeit sparenden Maschinen.

### Pionier des Eisenbahnwesens (1833–1837)
Für List waren die Überwindung der innerdeutschen Zollschranken und der Eisenbahnbau die „siamesischen Zwillinge“ der deutschen Wirtschaftsgeschichte und damit die Werkzeuge, um die gewerbliche Rückständigkeit der deutschen Staaten zu überwinden. In der Folge engagierte er sich daher für den Aufbau eines deutschen Eisenbahnnetzes. Bald nach seiner Ankunft in Leipzig verfasste er eine kleine Schrift, die er in hoher Auflage kostenlos verteilen ließ: Ueber ein sächsisches Eisenbahnsystem als Grundlage eines allgemeinen deutschen Eisenbahnsystems und insbesondere über die Anlegung einer Eisenbahn von Leipzig nach Dresden, Leipzig 1833. In ihr legte List die wirtschaftlichen Vorteile einer solchen Bahn dar, wonach die Eisenbahn einen billigen, schnellen und regelmäßigen Massentransport ermögliche, der die Entwicklung der Arbeitsteilung, die Standortwahl gewerblicher Betriebe und letztlich einen höheren Absatz der Produkte fördere.
Neuartig war Lists Art der offensiven Werbung für ein breites Publikum. Auf der Grundlage dieser Schrift wurde ein vorbereitendes Komitee gegründet, das eine überzeugende Kosten- und Rentabilitätsrechnung erarbeitete, später mit der Regierung über die nötigen Konzessionen verhandelte und schließlich zur Finanzierung der Strecke Aktienanteile ausgab. Mit der Inbetriebnahme der Leipzig-Dresdner Eisenbahn 1839 kam es zur Verwirklichung der ersten deutschen Ferneisenbahnstrecke. Die meisten übrigen folgenden Eisenbahnprojekte orientierten sich auch in der Organisation an dem von List geprägten Vorbild.
In der Folge versuchte er in weiteren deutschen Staaten vergleichbare Projekte anzustoßen oder unterstützte in der Öffentlichkeit bereits bestehende Vorhaben. So warb er 1835 in einer Denkschrift für eine Strecke von Mannheim nach Basel, eine weitere von Magdeburg nach Berlin sowie eine Verbindung von dort nach Hamburg. Zur Propagierung seiner eisenbahnpolitischen und weiteren ökonomischen Ideen gründete List 1835 das Eisenbahnjournal und National-Magazin für die Fortschritte in Handel, Gewerbe und Ackerbau. Von dieser Zeitschrift erschienen bis 1837 vierzig Ausgaben. Sein Beitrag über das Eisenbahnwesen im Staatslexikon erschien 1838 als Sonderdruck unter dem Titel Das deutsche National-Transport-System in volks- und staatswirtschaftlicher Bedeutung.

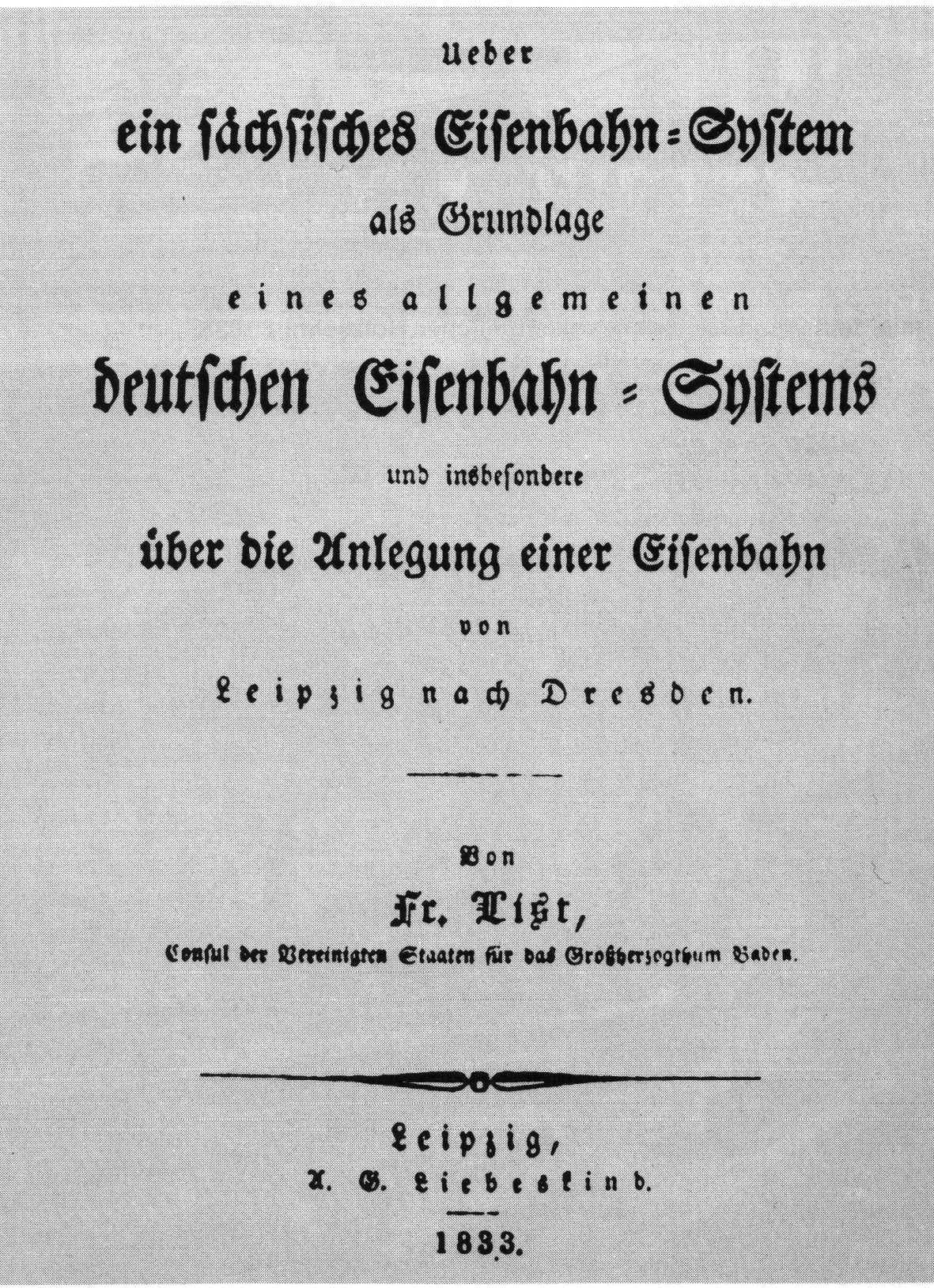
Titelseite von Lists Schrift Über ein sächsisches Eisenbahn-System als Grundlage eines allgemeinen deutschen Eisenbahn-Systems und insbesondere über die Anlegung einer Eisenbahn von Leipzig nach Dresden, Leipzig 1833.

Trotz seiner Verdienste erfüllten sich seine Träume von einer leitenden Position im deutschen Eisenbahnwesen nicht. Er fungierte zwar als Ideengeber, außer einigen Prämien hatte er selbst von seinem eisenbahnpolitischen Engagement aber keinen materiellen Vorteil. Dies war für List desto problematischer, je geringer seine Einkünfte aus den amerikanischen Unternehmensanteilen ausfielen. Seine weitgehend ehrenamtlichen Tätigkeiten der zurückliegenden Jahre musste er aufgeben und sich nach neuen Verdienstmöglichkeiten umsehen. Hinzu kam, dass sein Versuch einer Rehabilitierung in Württemberg bereits 1836, nachdem ein entsprechendes Gnadengesuch abgelehnt worden war, gescheitert war. List entschloss
sich erneut, ins Ausland zu gehen, diesmal nach Frankreich.

### Publizistische Tätigkeiten und Hauptwerk (1837–1841)
In Paris schrieb List als Korrespondent regelmäßig für die Allgemeine Zeitung über die französische Innenpolitik. Außerdem begann er wieder an allgemeinen nationalökonomischen Schriften zu arbeiten. So schrieb er die erste Fassung seines politökonomischen Systems (Das natürliche System der Politischen Ökonomie, 1837), mit der er sich um den Preis der Pariser Akademie bewarb. Da er sich wie die anderen Bewerber vom eigentlichen Thema – der Frage, wie der Übergang vom Schutzzoll zum Freihandel zu bewerkstelligen sei – entfernt hatte, wurde der Preis überhaupt nicht vergeben. Allerdings verstärkte diese Schrift in Deutschland das Interesse an Lists nationalökonomischen Vorstellungen, so dass er 1839/40 zahlreiche Aufsätze zur Zollpolitik und -gesetzgebung veröffentlichen konnte. Diese Schriften bildeten die direkten Vorarbeiten für sein nationalökonomisches Hauptwerk.

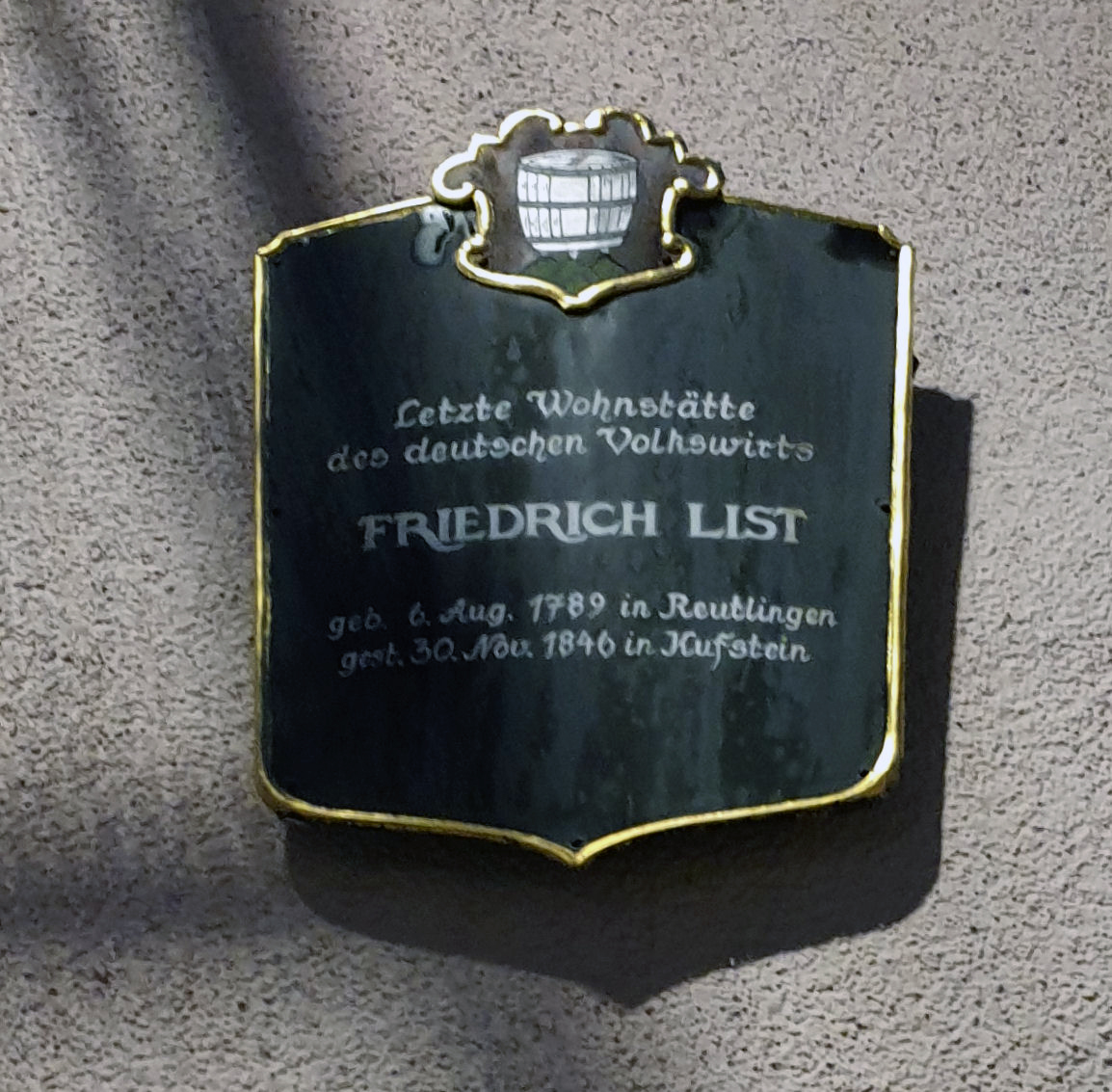
Gedenktafel am Haus, Unterer Stadtplatz 6, in Kufstein

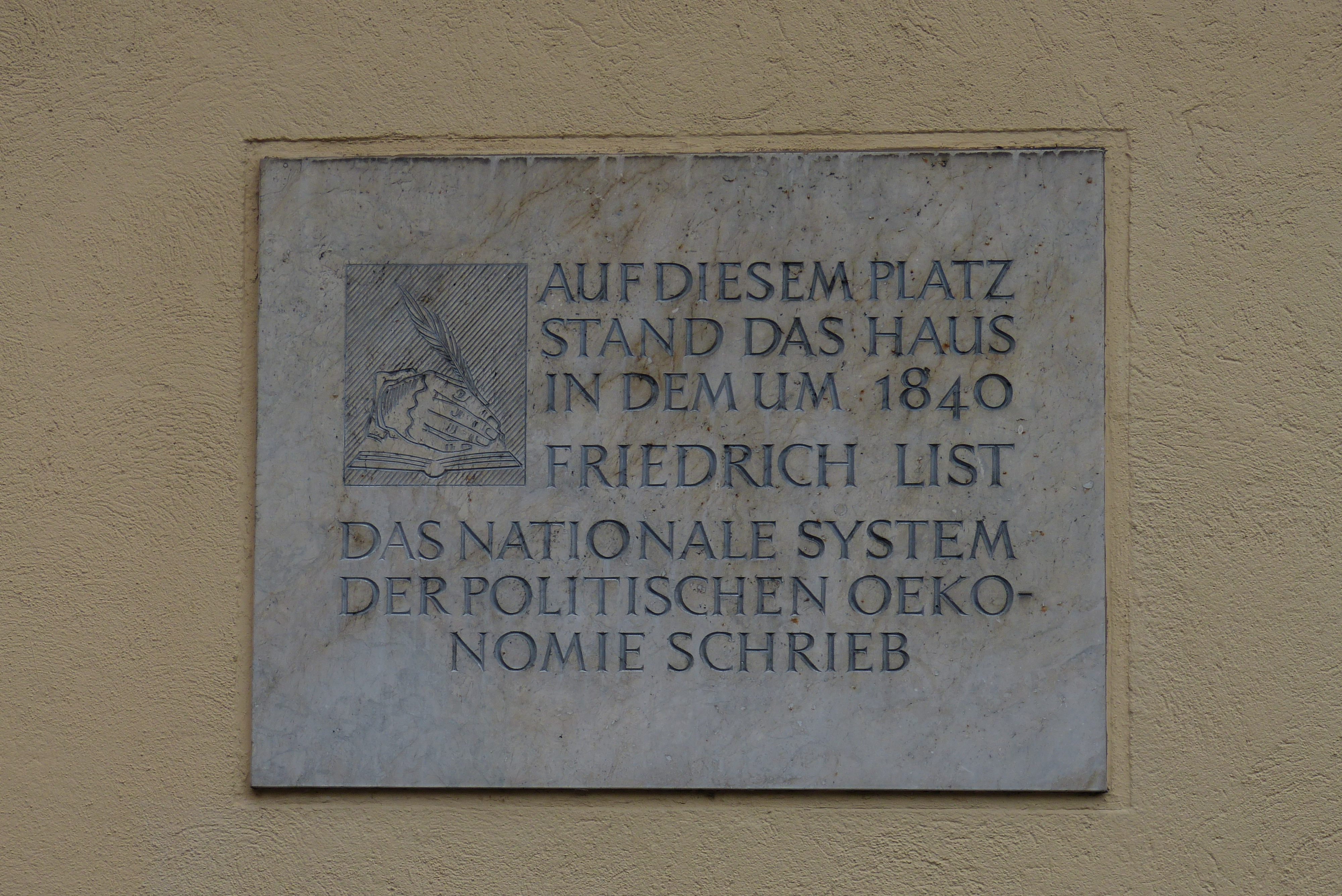
Gedenktafel bei Lists Augsburger Wirkungsstätte am heutigen Holbeinplatz

List kehrte 1840 nach Deutschland zurück. Dazu beigetragen haben persönliche Gründe. Sein einziger Sohn war im Dienste der Fremdenlegion gefallen. Hinzu kamen politische Spannungen und der Wunsch, sein ökonomisches Werk in Deutschland zu verlegen. Er siedelte nach Augsburg über. Von dort aus war er zunächst wieder journalistisch tätig.
In den 1840er Jahren argumentierte List, dass es ein Fehler gewesen sei, bei Gründung des Deutschen Zollvereins die sehr liberalen preußischen Zolltarife zu übernehmen. Die deutsche Wirtschaft brauche für eine Übergangsperiode einen Erziehungszoll, der die Implementierung industrieller Fertigungsmethoden in einer Zeit ermögliche, in der England, die erste Industrienation, noch über eine überlegene Produktivität verfüge. Im Jahr 1844 setzte der deutsche Zollverein moderate Schutzzölle fest. In einem gewissen Maße erfüllte das Gesetz den Gedanken eines Erziehungszolls im Sinne Lists. Diese Zolltarifpolitik hatte zumindest in den 1840er Jahren eine fördernde Wirkung auf die industrielle Entwicklung. Die moderaten Schutzzölle v. a. auf Eisen und Garne schlossen einerseits notwendige Technologietransfers und den Import notwendiger Halb- und Fertigwaren aus England nicht aus. Andererseits führten sie dazu, dass die sich entwickelnden deutschen Industrien einen gewissen Absatzschutz erhielten.
Im Jahr 1841 erschien sein Hauptwerk Das nationale System der Politischen Ökonomie. Angeregt war diese Schrift durch das Werk von Adolphe Jérôme Blanqui Histoire de l’economique politique en Europe. List ging wie schon in seinen amerikanischen Schriften davon aus, dass eine Volkswirtschaft nicht nur von allgemein gültigen Gesetzmäßigkeiten bestimmt sei, sondern dass immer auch die unterschiedlichen sozialen und politischen Faktoren eine Rolle spielen würden. Während die klassische Nationalökonomie etwa von Adam Smith vor allem die Bedeutung der Produktion hervorgehoben hat, betonte List die Produktivkräfte. Er sah die Industrialisierung eines Landes als Initialzündung eines sich selbst verstärkenden Prozesses und befürwortete einen Schutzzoll nach außen („Erziehungszoll“), bis sich eine international wettbewerbsfähige Industrie gebildet hat. Nicht zuletzt aus wirtschaftlichen Gründen plädierte List für einen Nationalstaat.

### Letzte Jahre (1841–1846)

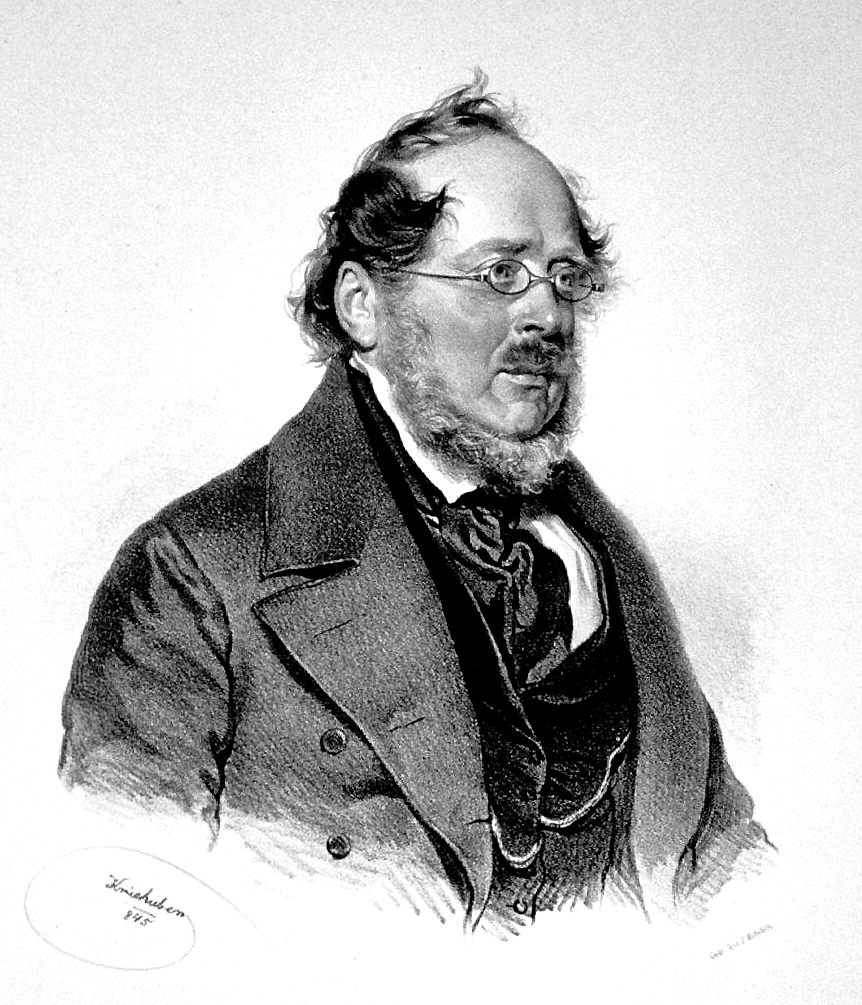
Friedrich List, Lithographie von Josef Kriehuber, 1845

List selbst erhoffte sich von der Schrift auch eine Verbesserung seiner persönlichen Position. Immerhin hatte die württembergische Regierung seine „bürgerliche Ehre“ 1841 wiederhergestellt. Hoffnungen auf eine gehobene staatliche Stellung in einem der süddeutschen Staaten erfüllten sich freilich nicht. Gleichwohl argumentierte er in verschiedenen Zeitungsbeiträgen weiterhin für den Erziehungszoll. Diesem Oberthema untergeordnet waren auch einige weitere Schriften. Dies gilt etwa für seine agrarpolitische Schrift Die Ackerverfassung, die Zwergwirtschaft und die Auswanderung. Abgesehen von der Zollfrage sprach er sich in dieser Schrift für eine Überwindung des ländlichen Kleinbesitzes zu Gunsten leistungsfähiger Einheiten aus. Daneben schilderte er eindringlich die Auswirkungen des ländlichen Pauperismus in Südwestdeutschland. Ab 1843 gab er das Zollvereinsblatt heraus. Dieses diente einmal mehr seiner These, dass für unterentwickelte nationale Wirtschaften Erziehungszoll notwendig sei. Ein Angebot, Herausgeber der Rheinischen Zeitung zu werden, lehnte er zunächst aus gesundheitlichen Gründen ab; die Stelle erhielt daraufhin Gustav Höfken. Auch das Angebot des russischen Finanzministers Graf Georg Cancrin lehnte er ab.
Innerlich von der journalistischen Tätigkeit nicht ausgefüllt, begann List 1844 eine länger dauernde Reise- und Vortragstätigkeit. Bei der belgischen Regierung etwa warb er für einen Zollvertrag mit dem Zollverein. In München sprach er vor einer Versammlung von Landwirten. Anschließend reiste er durch Ungarn. In Wien versuchte er, die Regierung vom Bau eines umfassenden Eisenbahnnetzes und den Abbau der Zollschranken in der Doppelmonarchie zu überzeugen. Die Verantwortlichen zeigten sich zwar teilweise interessiert, boten ihm aber auch dort keine verantwortliche Position.
Daher kehrte er 1845 nach Augsburg zurück und nahm dort wieder verstärkt seine Arbeit für die Zollvereinszeitung auf. Allerdings musste List zur Kenntnis nehmen, dass die Politik des Zollvereins sich immer stärker zum Freihandel hin entwickelte. Auch in der interessierten Öffentlichkeit verloren die Thesen von List an Anerkennung. Bezeichnend ist, dass der Buchhändler Cotta 1846 die Herausgabe des Zollvereinsblattes aufgab. List versuchte anschließend, das Blatt auf eigene Kosten fortzuführen.
Da er in Deutschland mit seinen Vorstellungen kaum noch Gehör fand, versuchte er vergeblich, in England mit einer Denkschrift Fuß zu fassen. Als dies scheiterte, kehrte er tief enttäuscht nach Augsburg zurück. Auf einer Reise nach Tirol beging er 1846 in Kufstein mit einer siebenzölligen Reisepistole Selbstmord. Da die Obduktion aber ergab, dass List „mit einem solchen Grade von Schwermut behaftet gewesen sei, welche ein freies Denken und Handeln unmöglich machte“, konnte er trotzdem christlich bestattet werden. In einem Nachruf schrieb Lists langjähriger Gegner Altvater:

„List ist es gewesen, der in Deutschland allgemein einen Sinn für Nationalökonomie rege gemacht hat, ohne den keine Nation mehr ihr Schicksal genügend gestalten kann.“

## Werk

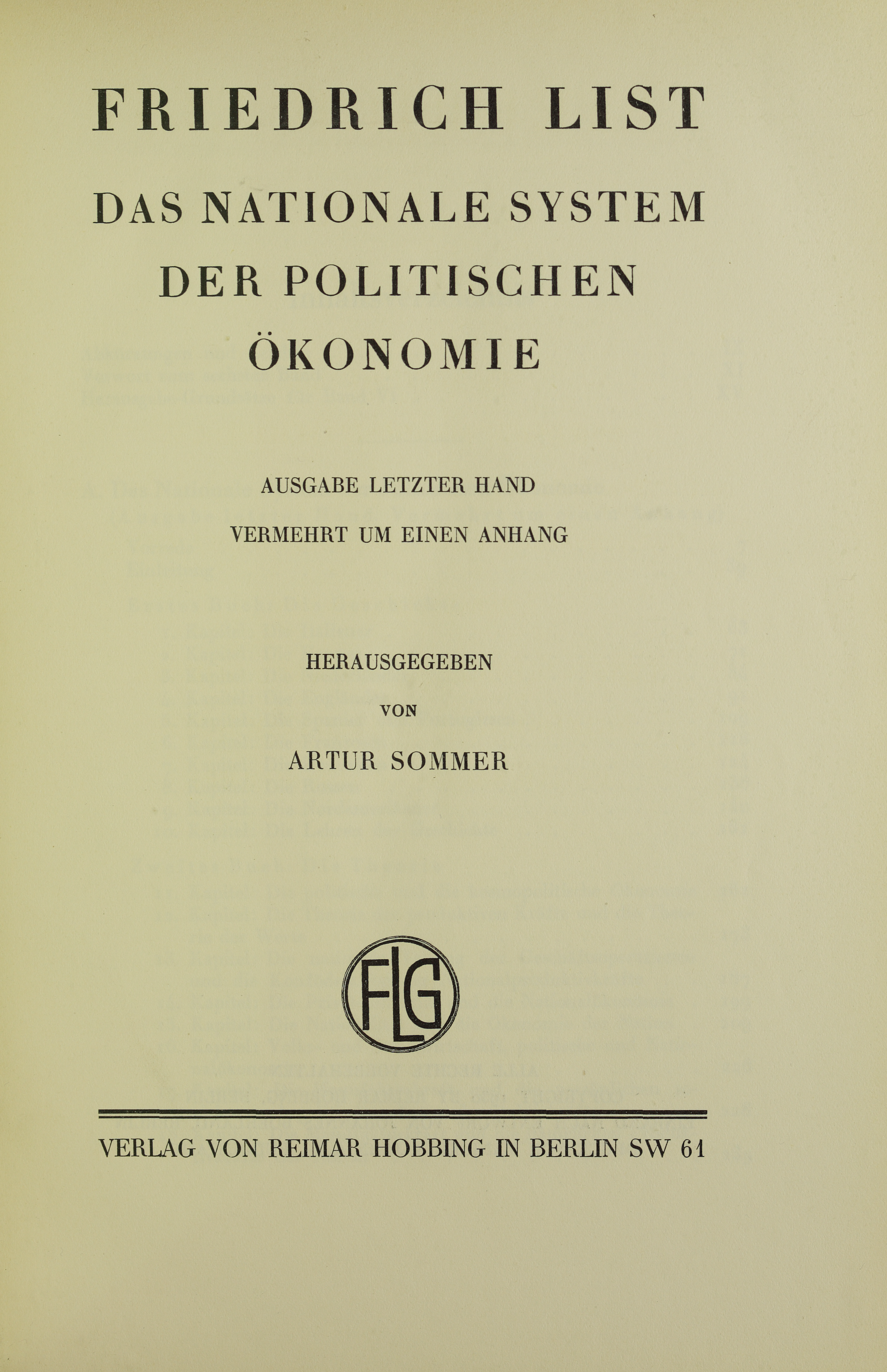
Das nationale System der politischen Ökonomie, 1930

### Vorteile der Zollunion (volkswirtschaftlicher Skaleneffekt)
Im Sinne der klassischen Nationalökonomie sah er Freihandel grundsätzlich als wohlstandsförderlich an. Für Deutschland bzw. Mitteleuropa setzte er sich daher für die Schaffung eines Binnenmarktes durch Abschaffung der Zollgrenzen ein. Aufgrund des Skaleneffekts sah List die Vergrößerung der Wirtschaftsräume als notwendige Voraussetzung für eine Industrialisierung an. Die deutsche Kleinstaaterei mit unzähligen Zollgrenzen hielt er für extrem schädlich, da deutsche Firmen eine international konkurrenzfähige Größe nicht erreichen konnten. Deshalb forderte er die Schaffung eines größeren Binnenmarktes ohne innere Zollgrenzen, der idealerweise ganz Deutschland umfassen sollte. Auch durch die Entwicklung des Transportwesens (Eisenbahn) sollte die wirtschaftliche Integration gefördert werden.

### Theorie der produktiven Kräfte
Nach List habe Adam Smith die Arbeitsproduktivität als Ursache des Volkswohlstandes zwar richtig erkannt, Smith sei der Erklärungsansatz aber zu kurz geraten, da dieser es versäumt habe, die Produktivität ihrerseits zu erklären. List kritisierte Smith’ Werttheorie, nach der nur körperliche, produzierende Arbeiten Werte schüfen, während sie geistige und soziale Leistungen (ärztliche Behandlungen, Aus- und Fortbildung etc.) als „unproduktive Arbeit“ ansähe, mit den Worten: „Wer Schweine erzieht, ist [nach der Werttheorie] ein produktives, wer Menschen erzieht, ein unproduktives Mitglied der Gesellschaft.“
Dem stellte er seine Theorie der produktiven Kräfte gegenüber, wonach „die Kraft, Reichtümer zu schaffen […] unendlich wichtiger [ist] als der Reichtum selbst“. Mit „produktiven Kräften“ meinte er die Kompetenzen einer Gesellschaft, die nicht nur durch die Ausstattung mit Sachkapital, sondern auch durch Innovationskraft, Ingenieurleistung, den unternehmerischen Geist und durch das Bildungs- und Ausbildungsniveau der Bevölkerung determiniert werden. Der Entwicklungsstand einer Volkswirtschaft sei das Ergebnis der geistigen Leistungen der Menschen (Erfindungen, Verbesserungen). Durch wirtschaftsgeschichtlichen Vergleich kam er zu der Erkenntnis, dass Staaten, die in der Alphabetisierung zurückgeblieben sind, eine geringere soziale Mobilität innerhalb der Gesellschaft aufwiesen und weniger Erfindungen hervorbrachten. Er schloss daraus, dass in solchen Ländern potentielle Intelligenzressourcen ungenutzt blieben. List war der Ansicht, dass die Geschichte gezeigt habe, dass

„Arbeitsamkeit, Sparsamkeit, Erfindungs- und Unternehmungsgeist der Individuen nirgends Bedeutendes zustandegebracht haben, wo sie nicht durch die bürgerliche Freiheit, die öffentlichen Institutionen und Gesetze […] unterstützt gewesen sind.“

Die Lernanstrengungen der Menschen sind von der Ausgestaltung des institutionellen Rahmens abhängig. Bereits die Wirtschaftsstruktur beeinflusst den Lernerfolg. Im landwirtschaftlichen Sektor seien die Erfolgsaussichten für produktive Lernprozesse aus verschiedenen Gründen gering. In der Industrie bestünde hingegen eine institutionell abgesicherte Anreizstruktur, die Lernprozesse fördert. Die Fähigkeit im Umgang mit Kunden sowie Erfindungsgabe und Geschick bestimmten hier in hohem Maße den wirtschaftlichen Erfolg. Deshalb sei ein großer industrieller Sektor eine notwendige Bedingung für den Erfolg geistiger Leistungen.
Lists ökonomische Theorie der produktiven Kräfte wurde beeinflusst von Friedrich Wilhelm Joseph Schellings Philosophie der Produktivkräfte, die List kannte.

### Nachholende Entwicklung und Erziehungszoll
Als Ökonom beschäftigte sich List vor allem mit dem Problem der nachholenden wirtschaftlichen Entwicklung von Gesellschaften. Er stellte dar, dass sich jede Volkswirtschaft über verschiedene Entwicklungsstufen weiterentwickelt. In seinem Hauptwerk Das nationale System der politischen Ökonomie (1841) entwickelte er eine Einteilung in fünf Wirtschaftsstufen:
1. die Stufe der Jäger und Sammler
2. die Stufe der nomadischen Viehzüchter (Nomaden)
3. die Stufe des Ackerbaus (Bauern)
4. die Stufe der Agrikultur und Manufaktur
5. die Stufe der Agrikultur, Manufaktur und des Handelsstandes

Das Schema wird in modifizierter Form im 21. Jahrhundert mit Schwellenländern als vierter und industrialisierten Gesellschaften als fünfter Stufe weiterhin verwendet. Im Jahr 1841 sah List England als einziges Land in der fünften Entwicklungsstufe. Die USA, Frankreich und Deutschland sah er auf der vierten und Länder wie Spanien und Portugal auf der dritten Stufe. Die Länder der vierten Stufe hatten nach List das Potential, sich zur fünften Stufe weiterzuentwickeln. Dabei stehe ihnen aber der englische Verdrängungswettbewerb im Weg, da England als fortgeschrittenste Volkswirtschaft gegenüber den weniger Fortgeschrittenen erhebliche Effizienzvorteile durch die bereits etablierte industrielle Produktionsweise habe.
Die von David Ricardo und David Hume begründete Freihandelstheorie sah er insofern kritisch, als Freihandel zu einem Verdrängungswettbewerb führen müsse, der technisch anspruchsvolle Produktion überwiegend in England stattfinden lasse. Die weniger entwickelten Volkswirtschaften würden daher vom technischen Fortschritt abgeschnitten und zur Zweitrangigkeit verurteilt. Um diesem Dilemma zu entkommen, empfahl er eine aktive Wirtschaftspolitik.
Sein Konzept zielte darauf ab, den Rückstand der deutschen Wirtschaftsentwicklung gegenüber England aufzuholen. Durch Imitation, gezielte Förderung von Entwicklungsprojekten und angemessene Schutzmaßnahmen könne die Industrialisierung trotz des englischen Effizienzvorsprungs erreicht werden. Er forderte eine Mobilisierung der produktiven Kräfte durch Entfeudalisierung und Ausbau der Verkehrsinfrastruktur (Eisenbahnen, Straßen und Kanäle). Flankierend sollten gezielte Erziehungszölle die Überlebenschance der jungen Industrien bis zur Erlangung internationaler Wettbewerbsfähigkeit sichern. Diese Handelsschranken sollte man flexibel handhaben und den Import von ausländischem Know-how und Maschinen nicht behindern. Dabei erkannte List als Nachteile eines solchen Zollschutzes, dass im Vergleich mit Importwaren die Qualität der heimischen Produktion zunächst niedriger und die Preise höher sein könnten; dies bezeichnete er als „Lernkosten“, die aber für den zukünftigen Wohlstandsgewinn durch volle Entfaltung der produktiven Kräfte in Kauf zu nehmen seien. Er sah die Entwicklungszölle nur als temporäre Maßnahme, um die Volkswirtschaft nach erfolgreicher Entwicklung wieder dem Freihandel auszusetzen.

## Wirkung und Rezeption

### Gesellschaftspolitische Ideen
List war ein für damalige Verhältnisse typischer Vertreter der Bürger, Bauern und Händler. Zwar traten diese Schichten i. d. R. für Rechtsgleichheit und Menschenwürde ein, wollten aber zugleich den Hausiererhandel bekämpfen, Juden volle bürgerliche und ökonomische Freiheiten verwehren und die Prügelstrafe für Kriminelle aufrechterhalten. List setzte sich mit Nachdruck dafür ein, Katholiken im lutherisch dominierten Württemberg die vollen Bürgerrechte zu gewähren, hieraus folge aber nicht, dass „jetzt den Gemeinden Bürger und Besitzer vom Stamme Israel aufgedrängt werden müsse“.
In der Frage der Deutschen Einheit war List ein Befürworter eines Staatenverbandes unter Einbeziehung der Habsburgermonarchie (Großdeutsche Lösung). Gedacht war dies als Verband souveräner, selbständiger Staaten mit einem gemeinsamen Binnenmarkt und einer gemeinsamen Verfassung, die u. a. eine militärische Beistandskonvention beinhaltete. Dabei hatte List ein offenes Europakonzept für eine friedliche Nachkriegszeit, indem unter „günstigen Verhältnissen“ sogar ein kontinentaleuropäischer Staatenverband, insbesondere unter Einbeziehung Frankreichs, denkbar war. Für List war die Herausbildung der Nationen nur ein Zwischenziel, dieselben ökonomischen Kräfte, welche die Herausbildung nationaler Rechtsgemeinschaften beförderten, könnten eines Tages auch eine globale Rechts- und Friedensgemeinschaft hervorbringen: „Die höchste, zur Zeit realisierte Einigung der Individuen unter dem Rechtsgesetz ist die des Staates und der Nation, die höchste gedenkbare Vereinigung ist die der gesamten Menschheit.“ Die wirtschaftliche Vereinigung sah er dabei als wesentliche Triebkraft, dies machte ihn zu einem frühen Visionär eines vereinten Europas.
Eine außereuropäische Expansion durch Kolonialpolitik hielt List aufgrund der bereits bestehenden englischen und französischen Kolonialreiche für nur bedingt sinnvoll. Er sprach sich daher für eine kontinentaleuropäische Expansion durch wirtschaftliche Erschließung und verstärkte deutsche Besiedlung von Südosteuropa aus. List betrachtete den unteren Donauraum bis ans Schwarze Meer als eine Art „unerschlossenes Hinterland“, vergleichbar den noch nicht besiedelten Gebieten in Nordamerika. Lists vorwiegend ökonomisch begründeter Nationalismus unterschied sich zwar von den politisch begründeten nationalistischen Forderungen seiner Zeit. Seine patriotische Gesinnung und die Südosteuropaidee machten es für nationalsozialistische Autoren interessant, ihn für eine „völkische Ökonomik“ zu vereinnahmen. Diese verschwiegen dabei aber nicht nur Lists zutiefst demokratische Gesinnung, sondern verfälschten auch seine Lehre in grober Weise im Sinne des politisch gewollten. Die 1925 gegründete Friedrich-List-Gesellschaft hatte sich 1935 selbst auflösen müssen, um einer drohenden Instrumentalisierung durch die Nationalsozialisten zu entgehen. Sie wurde 1954 durch Edgar Salin wiederbelebt.
Nach Günter Fabiunke „war Friedrich List der progressivste Ökonom des deutschen Bürgertums in der ersten Hälfte des 19. Jahrhunderts. War er auch unfähig zum theoretischen Erfassen der inneren Zusammenhänge des kapitalistischen Systems, so erkannte er doch als hervorragender Praktiker, worauf es zunächst für die Entwicklung in Deutschland ankam. Sein Wirken als Politökonom, vor allem sein leidenschaftliches Eintreten für die Zollvereinigung Deutschlands und für die Schaffung eines gesamtdeutschen Eisenbahnsystems, spielte in der revolutionären Aufschwungsperiode des deutschen Vormärz eine wichtige Rolle im Kampf um die Vorbereitung der deutschen Nationaleinheit.“

### Zollverein und Industrialisierung
List gilt als einer der wichtigsten Proponenten des Deutschen Zollvereins, der wiederum einen wichtigen Beitrag zu der ökonomischen und politischen Grundsteinlegung für die deutsche Reichsgründung von 1871 lieferte. Zudem war er einer der wichtigsten Befürworter des Eisenbahnwesens, dessen „zivilisatorisches Potential“ er insbesondere für den Prozess der Industrialisierung früh erkannte. Lists Vision eines forcierten industriellen Wachstums war seinerzeit in den deutschen Staaten keineswegs populär. Weite Teile der Öffentlichkeit, auch und gerade ein Großteil der süddeutschen Liberalen, waren anders als List keine Anhänger einer kapitalistisch-industriellen Markt- und Konkurrenzwirtschaft. Ihr Ideal war eine Gesellschaft vieler kleiner Selbstständiger und letztlich das einer vorindustriellen Wirtschaftsweise. Nach Lothar Gall war nicht England, sondern – wenn überhaupt – die Schweiz mit ihren noch traditionellen Lebensverhältnissen für die süddeutschen Liberalen Vorbild. Auch in anderer Hinsicht blieb List ein Einzelgänger. Seine Zeitgenossen wollten ihm bei seinem wirtschaftspolitischen Plädoyer für einen Nationalstaat, der den Pauperismus überwindet, nicht folgen. Allerdings haben seine Thesen die Wirtschaftsgeschichtsschreibung und das ökonomische Denken insbesondere nach der Gründung des Deutschen Kaiserreichs stark beeinflusst.
Lists Vision eines gesamtdeutschen Zollvereins mit einem umfangreichen Erziehungszollprogramm und inneren Förderungsmaßnahmen konnte bis zu Lists Tod (1846) nicht voll verwirklicht werden. Die wirtschaftspolitische Debatte, ob Freihandel oder Erziehungszoll besser seien, dauerte das ganze 19. Jahrhundert an. Letztlich setzte sich Lists Idee eines Freihandels im Inneren des Deutschen Zollvereins und eines temporären Schutzzolls nach außen aber weitgehend durch. Der Deutsche Zollverein setzte 1844 moderate Schutzzölle fest. Bis zu einem gewissen Grad erfüllte das Gesetz den Gedanken eines Erziehungszolls im Sinne Lists. Die Industrialisierung Deutschlands begann, ebenso wie die Industrialisierung in den Vereinigten Staaten, hinter Zollschranken.

### Entwicklungsökonomie
In der Geschichte der Entwicklungstheorie nimmt er einen bedeutenden Platz ein. Er formulierte als Erster ein systematisches Strategiemodell einer „nachholenden“ Entwicklung, durch das vor allem die großen „nachstrebenden“ Nationen – Deutschland, Frankreich und die USA – den englischen Entwicklungsvorsprung aufholen sollten. In seinen Werken hatte er bereits alle großen Fragen aufgeworfen, mit denen sich die Entwicklungsökonomie auch noch in den 1990ern beschäftigte. Er war z. B. der erste, der Überlegungen darüber angestellt hat, wie ein optimales Nationales Innovationssystem implementiert und ausgestaltet sein muss, um Technologieimport und heimische Technologieentwicklung bestmöglich zu befördern. Seine Werke beeinflussten u. a. den südamerikanischen Strukturalismus. Als Japan in der Meiji-Zeit die Industrialisierung anstrebte, orientierten sich die Ökonomen eher an den Ideen von Friedrich List als an der „Laissez-faire“-Theorie von Adam Smith. Lists Ideen gehören zu den Wurzeln des postkommunistischen chinesischen Wirtschaftsmodells. Seine Entwicklungstheorie, die über die Idee des Erziehungszolls weit hinausgeht, wurde auch in vielen anderen ostasiatischen Ländern studiert und wirtschaftspolitisch angewandt.„Seine politökonomischen Lehren“, schreibt Günter Fabiunke, „die mit besonderem Nachdruck auf die beschleunigte Entwicklung des Industriekapitalismus in zurückgebliebenen Ländern orientierten, wurden auch nach seinem Tode noch weit über die Grenzen Deutschlands hinaus progressiv wirksam. Sie dienten der nationalen Bourgeoisie in vielen mit historischer Verspätung zum Kapitalismus drängenden Ländern Südosteuropas, Lateinamerikas und Asiens im Kampf um nationale Unabhängigkeit und industrielle Selbständigkeit. Das betont national-bürgerliche Werk Lists repräsentiert somit nicht nur eine im deutschen, sondern auch im internationalen Rahmen bemerkenswerte Richtung in der Geschichte der bürgerlichen Politischen Ökonomie.“
Die Wirkung der Erziehungszollpolitik des Deutschen Zollvereins ist umstritten. Richard Tilly ist der Ansicht, dass Historiker gemeinhin den Nutzen der Erziehungszollpolitik des Deutschen Zollvereins ebenso wie den schädlichen Einfluss der englischen Konkurrenz überschätzten. Relativ zum Einfluss der staatlichen Handelspolitik sei der Einfluss der englischen Handelsbeziehungen viel positiver als von Historikern angenommen, da die deutsche Wirtschaft sehr stark von der Adaption englischer Produktions- und Marketingtechniken sowie von englischem Kapital profitiert habe. Hans-Werner Hahn fordert, den in Deutschland erkennbaren Faktor des Wirtschaftsnationalismus trotz des Wirkens von Friedrich List nicht zu überschätzen.
Die Erziehungszollidee Lists wird weiterhin unter Ökonomen diskutiert und wurde international von vielen Regierungen als wirtschaftspolitisches Argument herangezogen. Nach der Idee des Erziehungszolls haben in der industriellen Entwicklung zurückliegende Länder einen potentiellen komparativen Kostenvorteil. Um ihn nutzen zu können, müssten sie jedoch neue Branchen durch Erziehungszölle schützen, um gegen etablierte Branchen in entwickelten Ländern mithalten zu können. Sei die Entwicklung hinreichend fortgeschritten, soll dann eine Rückkehr zum Freihandel erfolgen.
Diese Idee ist unter Ökonomen umstritten; Freihändler lehnen sie grundsätzlich ab, andere mahnen zu Vorsicht in der Umsetzung. Kritiker bemängeln, ein Schutzzoll verursache immer Wohlfahrtsverluste; dies hinzunehmen sei nur sinnvoll, wenn der Erziehungszoll entsprechend größere Wohlfahrtsgewinne verspricht. Daher sei nicht sinnvoll, eine Branche aufzubauen, die erst in ferner Zukunft einen komparativen Vorteil hat (z. B. weil sie sehr kapitalintensiv ist). Auch nütze ein Erziehungszoll nur dann, wenn tatsächlich eine international wettbewerbsfähige Branche entstehe. Demnach sei jedenfalls unzulässig, den Gedanken des Erziehungszolls dahingehend zu verallgemeinern, dass junge Branchen immer Schutz bräuchten. Das Argument sei nur zulässig, wenn eine bestimmte Form des Marktversagens eine hinreichend schnelle Entwicklung der Branche durch private Märkte verhindere.
Anhänger des Erziehungszolls führen hier zwei Arten des Marktversagens an, „unvollkommene Kapitalmärkte“ und die „Verwertbarkeit“ (der gesamtgesellschaftliche Nutzen, den ein Pionierunternehmen schafft, indem es neue Branchen erschließt und dabei Wissen und Kompetenzen erweitert). In der wirtschaftspolitischen Praxis ist jedoch nicht einfach zu beurteilen, bei welchen Branchen eine besondere Förderung durch Erziehungszoll sinnvoll ist.

### Theorie der produktiven Kräfte
Als Kritiker der von liberalen Klassikern vertretenen Werttheorien betrachtete List weniger die kurzfristige Anhäufung von Kapital als vielmehr die Akkumulation menschlichen Vermögens als ausschlaggebend für die langfristige Entwicklung einer Volkswirtschaft. Er griff damit wesentlichen Elemente der in den 1960er Jahren entwickelten Humankapitaltheorie vor. Karl-Heinrich Hansmeyer sieht Lists Theorie, dass die produktive Kraft Reichtümer zu schaffen unendlich wichtiger sei als der Reichtum selbst, vor dem Hintergrund des schnellen Wiederaufbaus des kriegszerstörten Deutschlands nach dem Zweiten Weltkrieg eindrucksvoll bestätigt. Wolfgang Zorn erkannte in Lists Hauptwerk eine Mischung aus deutsch-romantischen und liberalen Zügen und attestierte dem Denker einen offenen Blick für die sozialpolitischen Schwächen der klassisch-liberalen Ökonomie. „Der von der klassischen bürgerlichen Politischen Ökonomie bereits in vieler Hinsicht richtig herausgearbeitete Begriff der ‚produktiven Arbeit‘ (im Sinne von mehrwertschaffender Arbeit)“, so Günter Fabiunke, „wurde in Lists ‚Lehre von den produktiven Kräften‘ zu einem verschwommenen, alle möglichen gesellschaftlichen und technischen, ökonomischen und politischen Kategorien vulgär zusammenfassenden moralisch-ethischen Begriff.“

### Lists historischer Platz in der ökonomischen Theoriengeschichte
Günter Fabiunke schreibt: „Lists Theorie ist vom Standpunkt der fortgeschrittenen Entwicklung Frankreichs und Englands rückständig, vom Standpunkt der zurückgebliebenen Entwicklung Deutschlands fortschrittlich; sie nimmt in der allgemeinen Geschichte der Politischen Ökonomie nur einen völlig unbedeutenden Platz ein, steht aber in der Geschichte der bürgerlichen Politischen Ökonomie Deutschlands an hervorragender Stelle.“

## Verhältnis zu anderen zeitgenössischen Schulen
List war von Alexander Hamilton und generell der Amerikanischen Schule der Ökonomie stark beeinflusst. Von dieser übernahm er eine kritische Haltung gegenüber bestimmten Lehren der klassischen Nationalökonomie, insbesondere der Verabsolutierung des Freihandelsgedankens und die grundsätzliche Idee eines Schutzzolls. 1826 veröffentlichte List seine „Outlines of American Political Economy“, die ihm den Ruf eines Mitbegründers der amerikanischen Wirtschaftslehre einbrachten.
Mit der klassischen Nationalökonomie und insbesondere Adam Smith teilte List die Grundanschauung, dass der Endzweck gesellschaftlicher Zusammenschlüsse die Förderung der individuellen Glückseligkeit sein solle. Während die klassische Nationalökonomie den Anspruch erhob, kosmopolitisch zu denken, beschränkte sich List darauf, nationalökonomisch zu denken. Seine Forschung war zudem weit stärker soziologisch und historisch beeinflusst. Der damals herrschenden Theorie der Werte setzte er seine Theorie der produktiven Kräfte entgegen, nach der die Kraft, Reichtum zu schaffen, ungleich wichtiger sei als der Reichtum selbst. Er teilte mit David Ricardo die Ansicht, dass Freihandel grundsätzlich erstrebenswert und dessen Theorie der komparativen Kostenvorteile auf kurze Sicht betrachtet grundsätzlich richtig sei. Er schlussfolgerte aber, dass Freihandel zwischen entwickelten Industrienationen und weniger entwickelten Nationen dazu führt, dass letztere an der vollen Entwicklung ihrer produktiven Kräfte gehindert und damit auf längere Sicht im Nachteil seien. List lehnte die Arbeitswertlehre Adam Smith’ und David Ricardos ab. Karl Marx: „F. List, der den Unterschied zwischen der Arbeit, sofern sie Nützliches, einen Gebrauchswert, schaffen hilft, und der Arbeit, sofern sie eine bestimmte gesellschaftliche Form des Reichtums, den Tauschwert, schafft, nie begreifen konnte, wie Begreifen überhaupt seinem interessiert praktischen Verstand fern lag, erblickte daher in den englischen modernen Ökonomen bloße Plagiarien des Moses von Ägypten.“
Karl Marx und Friedrich Engels befürworteten ebenfalls eine Industrialisierung Deutschlands. Während List jedoch erwartete, dass mit der Industrialisierung mittelfristig der Wohlstand der gesamten Bevölkerung steigt, gingen Marx und Engels davon aus, dass die sozialen Folgen der Industrialisierung letztlich zu einer sozialen Revolution und zur Einführung des Kommunismus führen müssten.
Friedrich List gilt als ein Vorläufer und wichtiger Wegbereiter der Historischen Schule der Nationalökonomie.

## Ehrungen

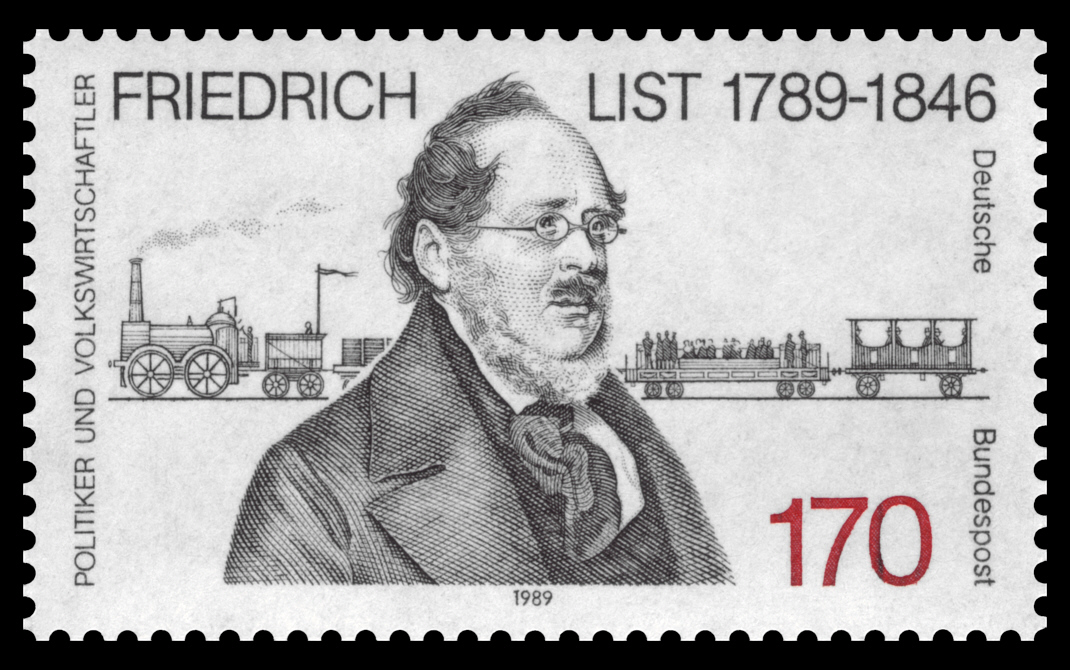
Briefmarkenausgabe der Deutschen Bundespost zum
200. Geburtstag Lists (1989)

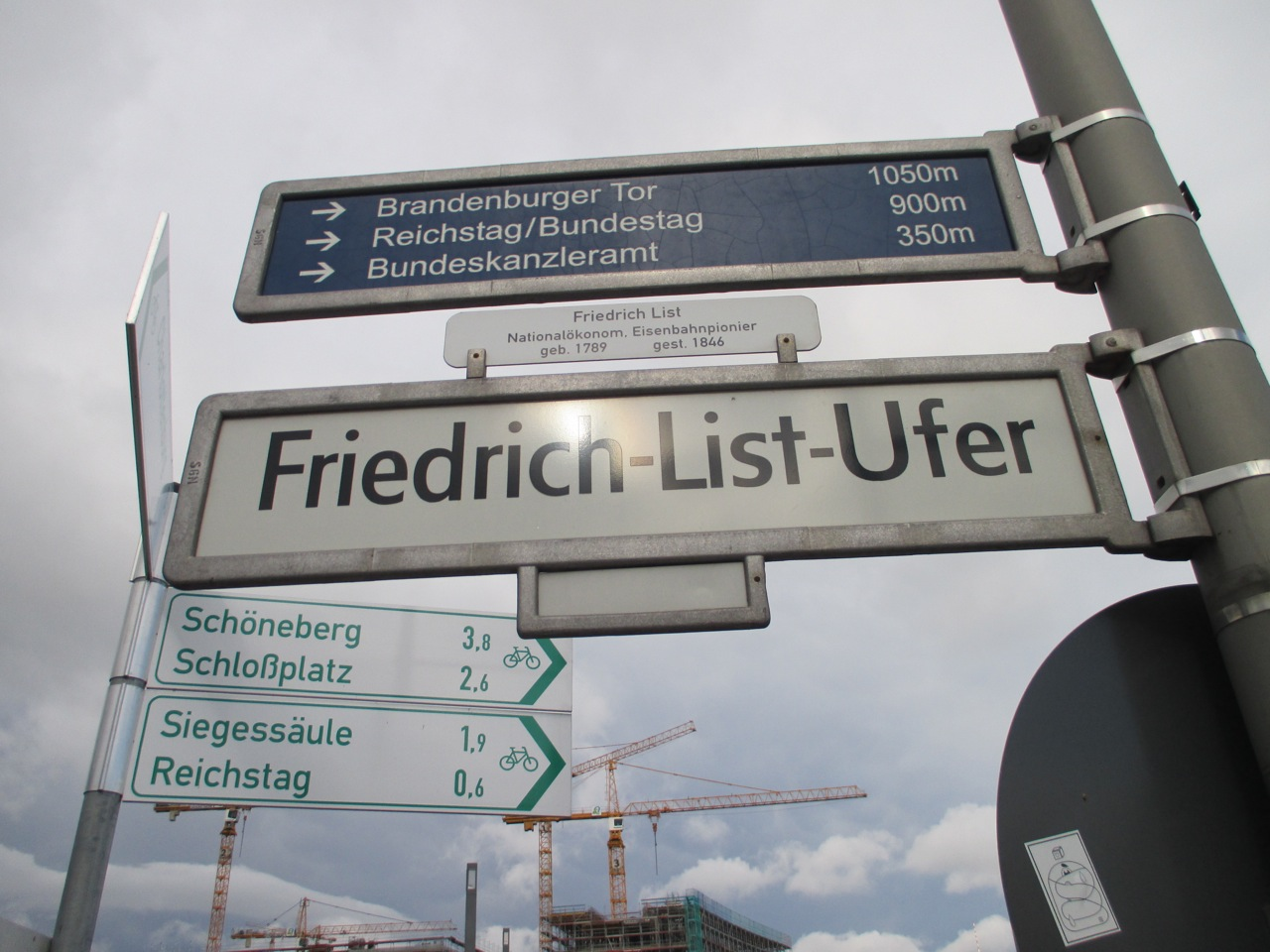
Berliner Straßenschild des Friedrich-List-Ufers mit Widmung

- Nach Lists Tod erhielten seine Hinterbliebenen ein Ehrengeschenk.[80]
- 1889 wurde sein 100. Geburtstag festlich begangen.[80]
- 1989 erfolgte eine Briefmarkenausgabe der Deutschen Bundespost zum 200. Geburtstag von List.
- In Dresden wie in Leipzig wird er vor allem für sein Wirken im Verkehrswesen gewürdigt, das in der Eisenbahnverbindung beider Städte Ausdruck fand. So wurde während der DDR-Zeit die Hochschule für Verkehrswesen in Dresden 1962 nach ihm benannt, obwohl Friedrich Lists Werk marktwirtschaftliche und liberale Ansichten vertritt.
- Die aus der Hochschule für Verkehrswesen hervorgegangene Fakultät Verkehrswissenschaften „Friedrich List“ an der Technischen Universität Dresden trägt weiterhin seinen Namen.
- Die Absolventen der Wirtschaftswissenschaftlichen Fakultät der Eberhard Karls Universität Tübingen sind in der Friedrich-List-Stiftung organisiert. Im Rahmen des jährlichen List-Festes finden u. a. wissenschaftliche Vorträge und die Zeugnisverleihung an die Absolventen statt.
- Zum 60. Gründungsjubiläum des Reichsverbands Deutscher Volkswirte wurde von dessen Nachfolgeorganisation, dem Bundesverband Deutscher Volks- und Betriebswirte (bdvb), die Friedrich-List-Medaille gestiftet.[81]
- Mehrere Straßen wie in Berlin-Johannisthal, Bielefeld, Bremen-Hemelingen, Erlangen, Gießen, Gotha, Leverkusen, Halberstadt, München-Sendling-Westpark, Oberhausen, Potsdam, Stralsund und Riesa wurden nach ihm benannt – häufig in der Nähe von Eisenbahnanlagen.
- Auch mehrere Schulen wurden nach ihm benannt, siehe Friedrich-List-Schule.

Standbilder und Denkmale

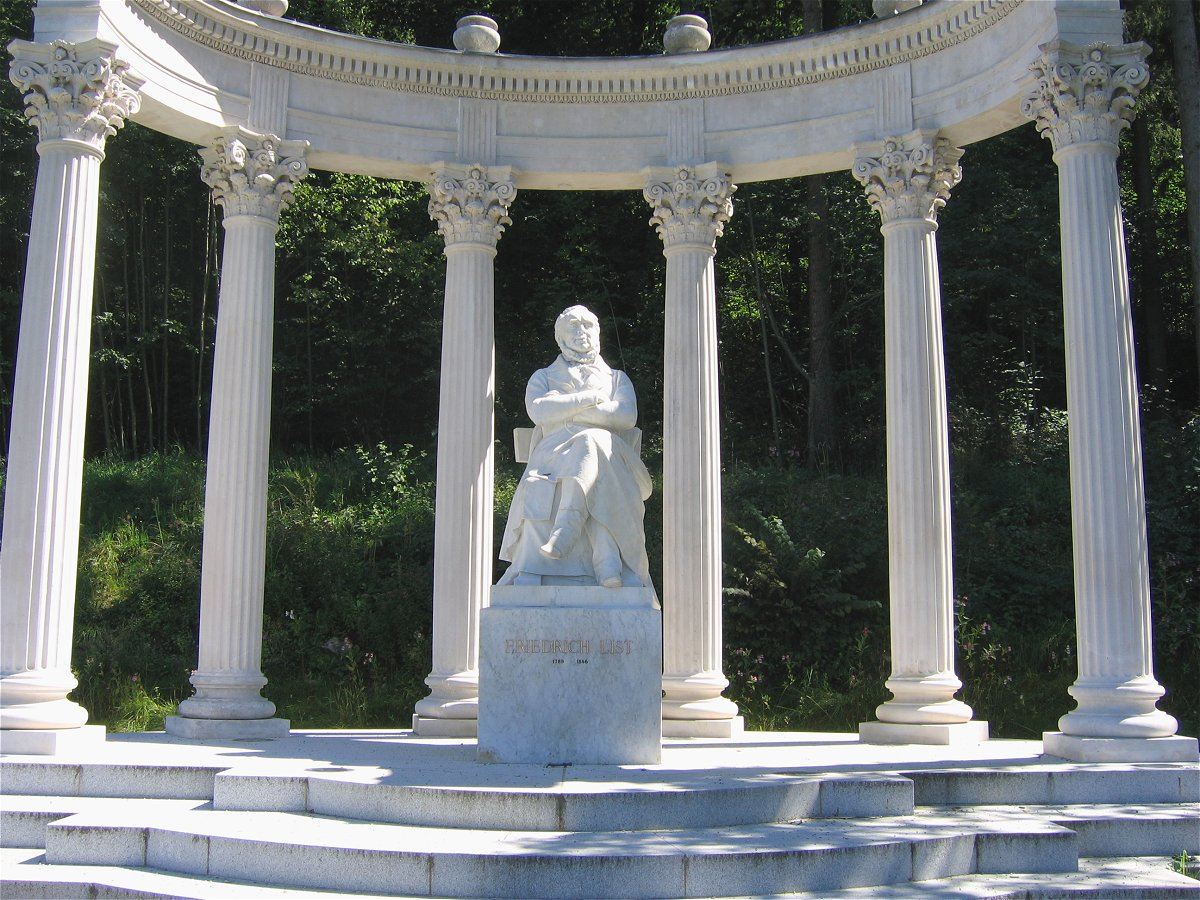
Marmordenkmal in Kufstein/Tirol

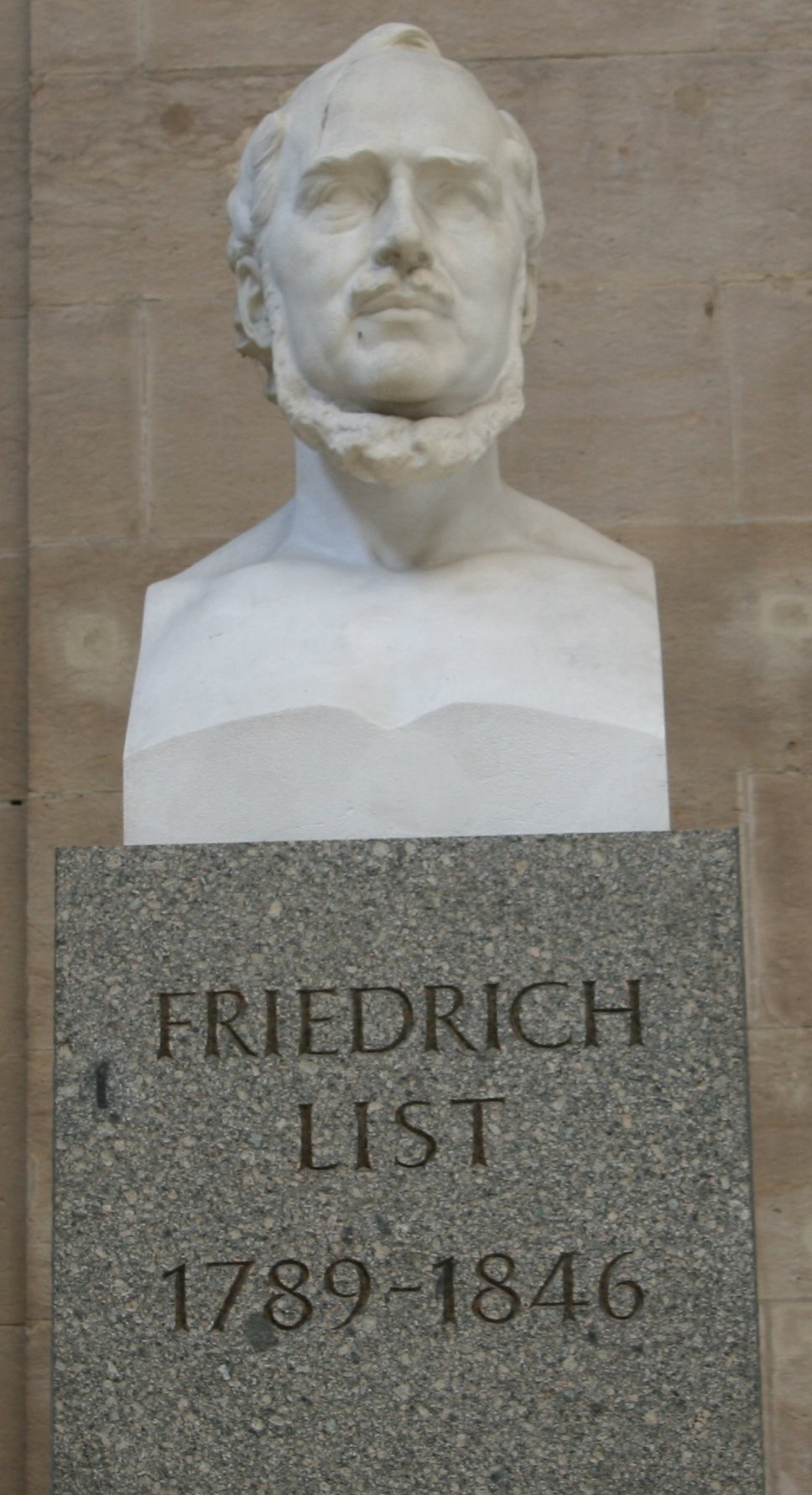
Friedrich-List-Statue am Westausgang des Hauptbahnhofs Leipzig

- Denkmal nach Entwurf Gustav Adolph Kietz (1854), Bronzeguss für Reutlingen, ausgeführt von Georg Ferdinand Howaldt
- Marmordenkmal in Kufstein/Tirol, 1903 geschaffen von Norbert Pfretzschner (1850–1927), einem Kufsteiner Bildhauer mit Atelier in Berlin; errichtet anlässlich des 60. Todestags
- Friedrich-List-Denkmal zu Ehren Friedrich Lists als Pionier des Verkehrswesens vor der ehemaligen Hochschule für Verkehrswesen „Friedrich List“ Dresden, Friedrich-List-Platz am Dresdner Hauptbahnhof
- Gedenktafel an seinen letzten Wohnsitz in Augsburg am Anwesen Vorderer Lech 15. Hier vollendete er sein Hauptwerk Das nationale System der politischen Ökonomie.
- Friedrich-List-Denkmal in Leipzig (1927–1944), Friedrich-List-Büste des Denkmals seit 1999 im Hauptbahnhof Leipzig, Würdigung mit der Inschrift „Vordenker der europäischen Einheit“ und  „Initiator der Leipzig-Dresdner Eisenbahn“.
- Friedrich-List-Büste im Verkehrsmuseum Nürnberg, gewürdigt als Verfechter der deutschen Eisenbahn.

Belletristik und Filmbiographie
Walter von Molo schrieb über ihn den Roman „Ein Deutscher ohne Deutschland“ (1931) und das Stück „Ein deutsches Prophetenleben in 3 Aufzügen“ (1934). Der Roman wurde 1943 als Der unendliche Weg verfilmt, die Hauptrolle übernahm Eugen Klöpfer.

## Werke

### Werkausgaben
- Friedrich List. Schriften, Reden, Briefe, Erwin von Beckerath, Karl Goeser, Wilhelm Hans von Sonntag, Friedrich Lenz, Edgar Salin u. a., Herausgeber, 10 Bände. Reimer Hobbing, Berlin, 1927–1933 u. 1936;
  - Band 1: Der Kampf um die politische und ökonomische Reform. 1815–1825, hrsg. v. Karl Goeser u. Wilhelm von Sonntag.
  - Bd. 1, Teil 1: Staatspolitische Schriften der Frühzeit, 1932.
  - Bd. 1, Teil 2: Handelspolitische Schriften der Frühzeit und Dokumente zum Prozess, 1933.
  - Band 2: Grundlinien einer politischen Ökonomie und andere Beiträge der amerikanischen Zeit 1825–1832, hrsg. v. William F. Notz, 1931.
  - Band 3: Schriften zum Verkehrswesen.
  - Bd. 3, Teil 1: Einleitung und Text, hrsg. v. Erwin von Beckerath u. Otto Stühler, 1929.
  - Bd. 3, Teil 2: Textnachlese und Kommentar, hrsg., bearbeitet v. Alfred v. d. Leyen, Alfred Genest u. Berta Meyer, 1932.
  - Band 4: Das natürliche System der politischen Ökonomie. Nach der französischen Urschrift erstmals hrsg. u, Übers. v. Edgar Salin u. Wilhelm von Sonntag, 1927.
  - Band 5: Aufsätze und Abhandlungen aus den Jahren 1831–1844, hrsg. v. Edgar Salin u. Artur Sommer, 1928.
  - Band 6: Das nationale System der politischen Ökonomie, Ausgabe letzter Hand, vermehrt um einen Anhang, hrsg. v. Artur Sommer, 1930.
  - Band 7: Die politisch-ökonomische Nationaleinheit der Deutschen. Aufsätze aus dem Zollvereinsblatt und andere Schriften der Spätzeit, hrsg. v. Friedrich Lenz u. Erwin Wiskemann, 1931.
  - Band 8: Tagebücher und Briefe 1812–1846, hrsg. v. Edgar Salin, 1933.
  - Band 9: Lists Leben in Tag- und Jahresdaten; Nachlese: Briefe und Akten, Schriften und Reden, Auszüge, Bruchstücke, Merksätze, Lists Persönlichkeit in Schilderung und Urteil seiner Zeitgenossen, Bibliographie, hrsg. v. Artur Sommer u. Wilhelm Hans von Sonntag, 1936.
  - Band 10: Verzeichnis zur Gesamtausgabe; Sachverzeichnis; Geographisches Verzeichnis; Namenverzeichnis; Berichtigungen; Alphabetische Inhaltsübersicht, bearbeitet v. Wilhelm Hans von Sonntag, 1936.

- Friedrich Lenz: Friedrich Lists kleinere Schriften, gesammelt, herausgegeben und mit einer Einführung versehen durch Friedrich Lenz, Teil 1, Zur Staatswissenschaft und politischen Ökonomie (= Die Herdflamme, Band 10), Gustav Fischer, Jena, 1926.
- Friedrich List: Eine Auswahl aus seinen Schriften, Reimar Hobbing, Berlin, 1901.
- Friedrich List: Das natürliche System der Politischen Ökonomie, nach der französischen Handschrift übersetzt und eingeleitet von Günter Fabiunke, Akademie-Verlag, Berlin 1961.

### Als Autor
- Über Eisenbahnen und das deutsche Eisenbahnsystem. In: Das Pfennig-Magazin der Gesellschaft zur Verbreitung gemeinnütziger Kenntnisse, Heft 101 vom 7. März 1835, knapp 6,5 Seiten, 8°, verbunden mit dem Vorschlag von Trassenführungen anhand einer Karte innerhalb der deutschen Staaten von der Ostsee bis zum Bodensee, zwei beispielhaften Darstellungen von Dampfzügen und Güterwagen sowie drei Darstellungen der Lyon- und St. Etienner Dampfeisenbahn.
- Die Ackerverfassung, die Zwergwirthschaft und die Auswanderung. Cotta, Stuttgart/Tübingen 1842
- Denkschrift an Seine Majestät den König von Württemberg einen von den königlichen Gerichtshöfen an seiner Person und an der Verfassung des Landes begangenen Justizmord betreffend. Strassburg 1823.
- Das deutsche Eisenbahnsystem als Mittel zu Vervollkommnung der deutschen Industrie, des deutschen Zollvereins und des deutschen Nationalverbandes überhaupt: (mit besonderer Rücksicht auf württembergische Eisenbahnen). Cotta, Stuttgart/Tübingen 1841
- Das deutsche National-Transport-System in volks- und staatswirthschaftlicher Beziehung. Hammerich, Altona und Leipzig 1838
- Memoire die Eisenbahn von Mannheim nach Basel betreffend. o. O. 1836
- Mittheilungen aus Nord-Amerika. Hoffmann und Campe, Hamburg 1829
- Das nationale System der politischen Ökonomie, Stuttgart/Tübingen 1841 (PDF)
- Outlines of American political economy: in twelve letters to Charles J. Ingersoll (Neuausgabe: With a commentary by Michael Liebig), Dr. Böttiger Verlag, Wiesbaden 1996, ISBN 3-925725-26-1
- Über ein sächsisches Eisenbahn-System als Grundlage eines allgemeinen deutschen Eisenbahn-Systems, 1833, Digitalisat der Bayerischen Staatsbibliothek. Nachdruck der Reclam-Ausgabe von 1897 beim Dumjahn-Verlag, Mainz 1984, ISBN 3-921426-02-2
- Die Staatskunde und Staatspraxis Württembergs im Grundriß: zur näheren Bezeichnung seines Lehrfaches und als Leitfaden für seine Zuhörer. Tübingen 1818
- Vertheidigungs-Rede des Abgeordneten List gegen den Vortrag des Herrn Justiz-Ministers vom 12ten Februar: gehalten den 17ten Februar in der Kammer der Abgeordneten. Zuckschwerdt, Stuttgart 1821
- Die Welt bewegt sich: Über die Auswirkungen der Dampfkraft und der neuen Transportmittel auf die Wirtschaft, das bürgerliche Leben, das soziale Gefüge und die Macht der Nationen (Pariser Preisschrift 1837). Nach der französischen Handschrift übersetzt und kommentiert von Eugen Wendler, Göttingen 1985

- Ueber ein sächsisches Eisenbahn-System als Grundlage eines allgemeinen deutschen Eisenbahn-Systems und insbesondere über die Anlegung einer Eisenbahn von Leipzig nach Dresden.  Leipzig, A. G. Liebeskind. 1833. Online-Ressource (PDF; 16,5 MB)

### Als Herausgeber
- Eisenbahn-Journal und National-Magazin für neue Erfindungen, Entdeckungen und Fortschritte im Handel und Gewerbe, in der Land- und Hauswirthschaft, in öffentlichen Unternehmungen und Anstalten, sowie für Statistik, Nationalökonomie und Finanzwesen. Hammer, Altona/Leipzig 1835–1837
- Das Zollvereinsblatt. Cotta/Rieger, Stuttgart/Augsburg 1843–1849

### Bibliografie
- Werner Raupp: List, Friedrich. In: Heiner Schmidt (Hrsg.): Quellenlexikon zur deutschen Literaturgeschichte. Bibliography of Studies on German Literary History. Personal- und Einzelwerkbibliographien der internationalen Sekundärliteratur 1945–1990 zur deutschen Literatur von den Anfängen bis zur Gegenwart, 3., überarb., erweit. Aufl. Bd. 19. Verlag für Pädagogische Dokumentation, Duisburg 1999, ISBN 3-930551-19-5, S. 210–218.

### Monografien über Leben und Werk
- Eugen Wendler: Die politische Ökonomie von Friedrich List. Springer Gabler, Wiesbaden 2020, ISBN 978-3-658-29731-2.
- Eugen Wendler: Friedrich List und die Dritte Welt. Grundzüge der Entwicklungspolitik. Springer Gabler, Wiesbaden 2019, ISBN 978-3-658-25950-1.
- Eugen Wendler: Friedrich List – Vordenker der Sozialen Marktwirtschaft. Im Spannungsfeld zwischen Vision und geheimdienstlicher Observierung. Springer Gabler, Wiesbaden 2018, ISBN 978-3-658-22934-4.
- Eugen Wendler: Friedrich List: Politisches Mosaik. Springer Gabler, Wiesbaden 2017, ISBN 978-3-658-16575-8.
- Eugen Wendler: Friedrich List: Die Politik der Zukunft. Springer Gabler, Wiesbaden 2016, ISBN 978-3-658-10628-7.
- Eugen Wendler: Friedrich List (1789–1846). Ein Ökonom mit Weitblick und sozialer Verantwortung. Springer Gabler, 2013, ISBN 978-3-658-02643-1.
- Heinz Alfred Gemeinhardt: Friedrich List. Eisenbahnpionier und Impulsgeber. In: Ders., Volker Trugenberger (Hrsg.): „Die Welt bewegt sich“. Quellen und Beiträge zur frühen regionalen Eisenbahngeschichte. Vorträge des Landesgeschichtlichen Symposiums im Rahmen der Heimattage Baden-Württemberg am 18. September 2009 in Reutlingen. Kohlhammer, Stuttgart 2011, ISBN 978-3-17-022032-4, S. 8–20.
- Arno Mong Daastøl: Friedrich List’s Heart, Wit and Will: Mental Capital as the Productive Force of Progress, Dissertation, Universität Erfurt, Erfurt 2011, PDF urn:nbn:de:gbv:547-201300317
- Rüdiger Gerlach: Imperialistisches und kolonialistisches Denken in der politischen Ökonomie Friedrich Lists. Verlag Dr. Kovac, Hamburg 2009, ISBN 978-3-8300-4366-9.
- Eugen Wendler: Durch Wohlstand zur Freiheit. Neues zum Leben und Werk von Friedrich List. Nomos, Baden-Baden 2004, ISBN 978-3-8329-0325-1.
- Eckard Bolsinger: The Foundation of Mercantile Realism: Friedrich List and International Political Economy. Hamburg 2004 Text (Memento vom 6. März 2012 im Internet Archive).
- Elfriede Rehbein, Günter Gerhard Fabiunke, H. Wehner: Friedrich List. Leben und Werk. Transpress, Berlin 1989, ISBN 3-344-00352-6, ISBN 978-3-344-00352-4.
- Roman Szporluk: Communism and Nationalism: Karl Marx versus Friedrich List. Oxford University Press, New York 1988, ISBN 0-19-505102-5.
- Richard Sober, Michael Liebig, Jacques Cheminade: Friedrich List und die Weltwirtschaftsordnung, Campaigner-Verlag, Wiesbaden 1979.
- Pil-Woo Rhe: Die aktuelle Bedeutung von Friedrich Lists Theorie der produktiven Kräfte für die Wachstums- und Entwicklungstheorie. Eine vergleichende Betrachtung des Effektes der institutionellen produktiven Kräfte im Frühstadium der wirtschaftlichen Entwicklung in Japan und Korea. Köln 1970.
- Günter Gerhard Fabiunke: Zur historischen Rolle des deutschen Nationalökonomen Friedrich List (1789–1846). Ein Beitrag zur politischen Ökonomie in Deutschland. Verlag Die Wirtschaft, Berlin 1955.
- Friedrich Lenz: Friedrich List und die deutsche Einheit (1789–1846). Deutsche Verlagsanstalt, Stuttgart 1946.
- Friedrich Lenz: Friedrich List. Der Mann und das Werk. R. Oldenbourg, München 1936 (Neuausgabe mit Nachdruck: Scientia-Verlag, Aalen 1970).
- Karl August Meißinger: Friedrich List. Der Pionier des Reichs. Paul List Verlag, Leipzig 1930.
- Friedrich Goldschmidt: Friedrich List. Deutschlands großer Volkswirth. Berlin 1878 Auszüge Digitalisat

### Lexikonartikel über Friedrich List
- Walter Braeuer: List, Friedrich. In: Neue Deutsche Biographie (NDB). Band 14, Duncker & Humblot, Berlin 1985, ISBN 3-428-00195-8, S. 694–697 (Digitalisat).
- Carl Brinkmann: Friedrich List. In: Handwörterbuch der Sozialwissenschaften, Bd. 6. Stuttgart u. a. 1959, S. 633–635.
- Emanuel Leser: List, Friedrich. In: Allgemeine Deutsche Biographie (ADB). Band 18, Duncker & Humblot, Leipzig 1883, S. 761–774.

### Aufsätze und kurze Erwähnungen
- Gregor Thum: Seapower and Frontier Settlement: Friedrich List’s American Vision for Germany. In: German and United States Colonialism in a Connected World: Entangled Empires. Edited by Janne Lahti. Cham: Palgrave Macmillan 2021, S. 17–39.
- Klaus Thörner: Der ganze Südosten ist unser Hinterland. Deutsche Südosteuropapläne von 1840 bis 1945. ça ira Verlag, 2008, ISBN 978-3-924627-84-3.
- Frank Raberg: Biographisches Handbuch der württembergischen Landtagsabgeordneten 1815–1933. Im Auftrag der Kommission für geschichtliche Landeskunde in Baden-Württemberg. Kohlhammer, Stuttgart 2001, ISBN 3-17-016604-2, S. 515.
- Michael Rehs: Wurzeln in fremder Erde. Zur Geschichte der südwestdeutschen Auswanderung nach Amerika. DRW-Verlag, Stuttgart 1984, ISBN 3-87181-231-5.
- Friedrich Seidel: Das Armutsproblem im deutschen Vormärz bei Friedrich List. In: Kölner Vorträge zur Sozial- und Wirtschaftsgeschichte, Heft 13, Köln 1971.